# 15. Januar
Der 15. Januar (regional auch 15. Jänner) ist der 15. Tag des gregorianischen Kalenders, somit bleiben 350 Tage (in Schaltjahren 351 Tage) bis zum Jahresende.

## Ereignisse

### Politik und Weltgeschehen
- 588 v. Chr.: Der babylonische Großkönig Nabū-kudurrī-uṣur II. beginnt mit der zweieinhalb Jahre dauernden Belagerung von Jerusalem, der Hauptstadt des Reiches Juda unter dem abtrünnigen Vasallenkönig Zedekia.

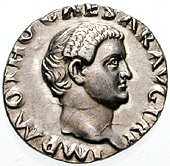
69 n. Chr.: Marcus Salvius Otho

- 0069: Otho lässt sich in Rom zum Kaiser ausrufen und stiftet die Prätorianergarde an, Kaiser Galba und dessen Erben Lucius Calpurnius Piso Frugi Licinianus zu ermorden. Sein Stand als zweiter Kaiser des Vierkaiserjahres ist allerdings von Anfang an schwach, da sich bereits am 2. Januar Vitellius zum Kaiser hat ausrufen lassen.
- 0532: Während des Nika-Aufstandes der Zirkusparteien gegen den byzantinischen Kaiser Justinian I. zünden Aufständische mehrere Gebäude an, unter anderem den Großen Palast und die Hagia Sophia. Erstmals werden auch Rufe nach einem neuen Kaiser laut.
- 1552: Der gegen Kaiser Karl. V. gerichtete Vertrag von Chambord wird unterzeichnet. Gegen hohe Geldzahlungen sagen die protestantischen Fürsten um Moritz von Sachsen darin Frankreichs König Heinrich II. das Reichsvikariat über vier Städte in Lothringen zu.

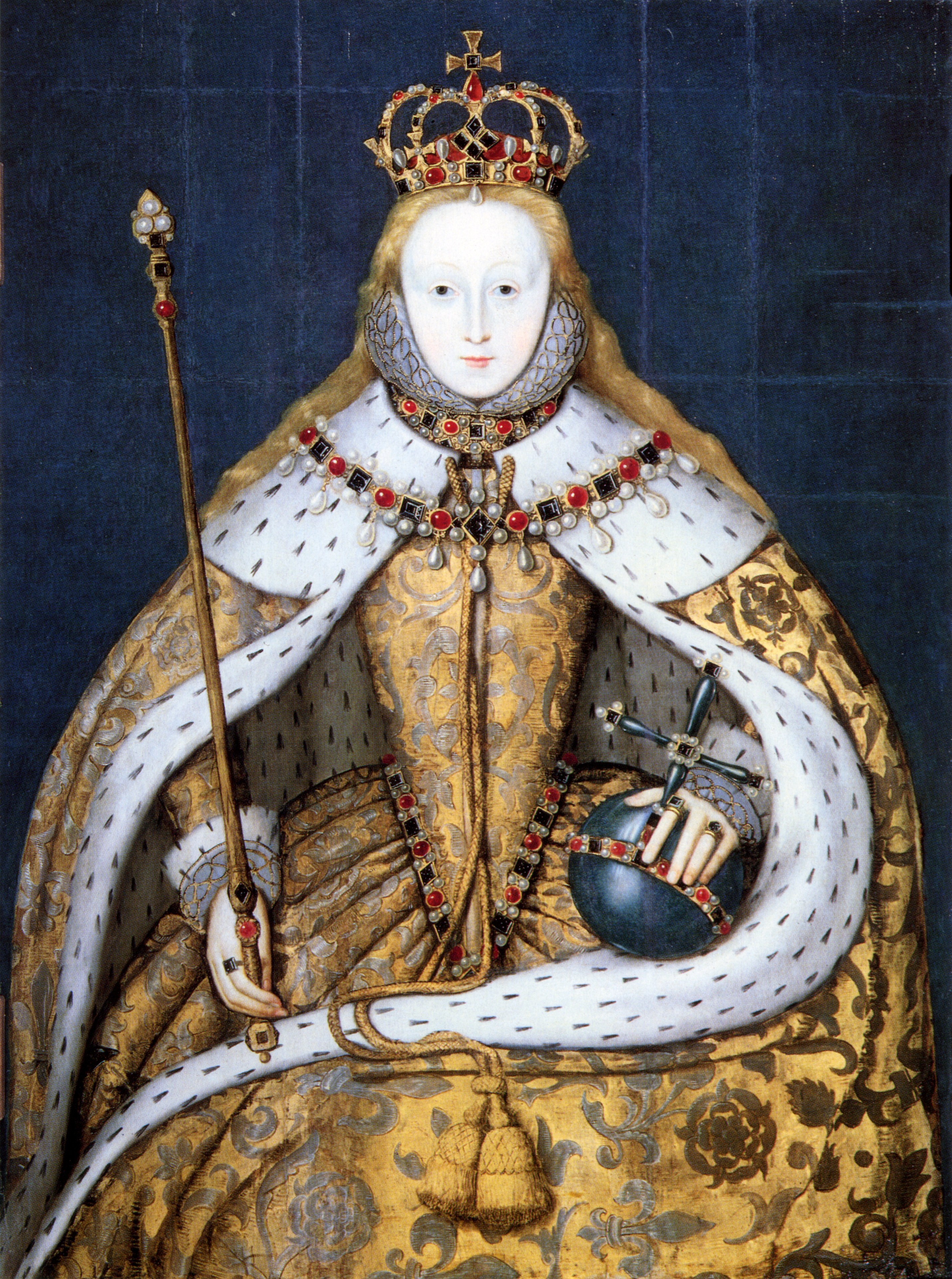
1559: Elizabeth I.

- 1559: Elisabeth I. wird in der Westminster Abbey zur Königin von England und Irland gekrönt. Unter ihrer Regentschaft wird England eine Weltmacht.
- 1582: Der Waffenstillstand von Jam Zapolski beendet den Livländischen Krieg. Der russische Zar Iwan der Schreckliche überlässt Livland der polnisch-litauischen Krone unter Stephan Báthory.

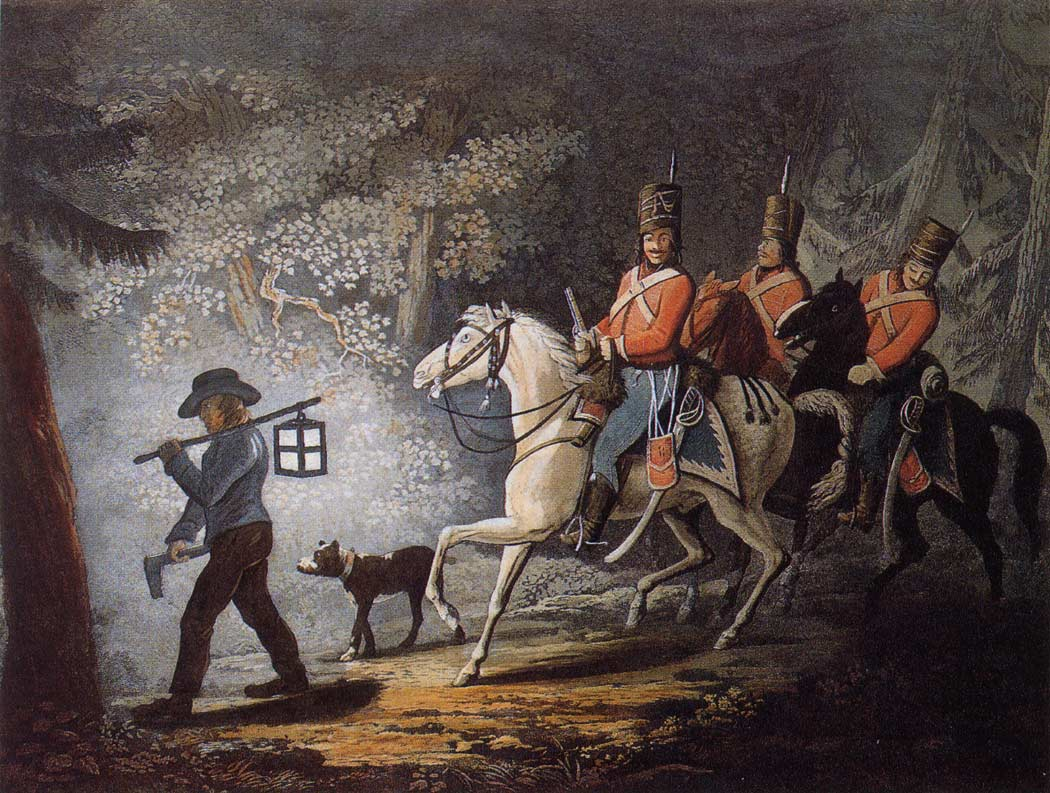
1776: Hessische Soldaten in Amerika

- 1776: In den Subsidienverträgen überlässt Landgraf Friedrich II. von Hessen-Kassel eigene Soldaten an Großbritannien zum Einsatz in Nordamerika.
- 1815: Im Britisch-Amerikanischen Krieg gelingt vier britischen Kampfschiffen das Erbeuten der President, einer schweren Fregatte der United States Navy.
- 1835: Die Bundesversammlung in Frankfurt am Main verbietet Handwerksgesellen, sich zu organisieren.
- 1871: Im Deutsch-Französischen Krieg besiegen Preußen und seine Verbündeten in der Schlacht an der Lisaine in der Nähe des belagerten Belfort eine von General Charles Denis Bourbaki befehligte französische Armee.
- 1877: Im Budapester Vertrag verständigen sich die Großmächte Russland und Österreich-Ungarn in den Balkanfragen. Für die Neutralität in einem bewaffneten Konflikt Russlands mit dem Osmanischen Reich werden der Donaumonarchie Bosnien und die Herzegowina zur Besetzung überlassen. Zudem wird Österreich-Ungarn zugesichert, dass auf dem Balkan kein großer slawischer Staat entstehen soll.
- 1895: Mit der Niederlage des äthiopischen Statthalters von Tigray in der Schlacht von Senafe ist der Weg frei für die italienische Invasion Tigrays, woraus sich ein Italienisch-Äthiopischer Krieg entwickelt.

- 1919: In Berlin werden Rosa Luxemburg und Karl Liebknecht nach der Niederschlagung des Spartakusaufstandes von Reichswehrsoldaten ermordet. Gegen den Hauptverantwortlichen Waldemar Pabst wird keine Anklage erhoben, auch die anderen Mittäter werden nie zur Verantwortung gezogen. Die Verwicklung von Reichswehrminister Gustav Noske und Reichskanzler Friedrich Ebert in die Morde ist bis heute ungeklärt. Beide Opfer werden bis in die Gegenwart u. a. durch die Liebknecht-Luxemburg-Demonstration geehrt.
- 1933: Die NSDAP gewinnt die Landtagswahl in Lippe, was Hitler den Weg zur Machtübernahme im Deutschen Reich ebnet.
- 1941: König Alfons XIII. verzichtet im römischen Exil während der Diktatur Francos zugunsten seines Sohnes Juan de Borbón y Battenberg auf den spanischen Thron.
- 1943: Eines der größten Bürogebäude der Welt, das unter der Leitung von Leslie R. Groves errichtete Pentagon, wird in Arlington, Virginia eingeweiht.

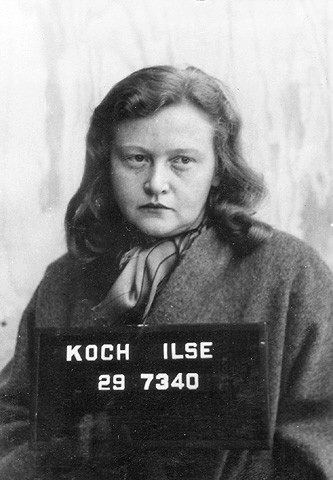
1951: Ilse Koch

- 1951: Das Schwurgericht Augsburg verurteilt Ilse Koch, die Ehefrau des ersten Lagerkommandanten des KZ Buchenwald, wegen Anstiftung zum Mord und schwerer körperlicher Misshandlung zu lebenslanger Haft.
- 1958: Mit dem Lüth-Urteil fällt das deutsche Bundesverfassungsgericht einen wegweisenden Beschluss zur Meinungsfreiheit.
- 1966: Erster Staatsstreich im unabhängigen Nigeria; es werden 22 führende Personen aus Politik und Militär ermordet; Täter sind sechs Majore, worunter fünf Igbo.
- 1970: Drei Tage nach der Niederlage Biafras im Biafra-Krieg gegen Nigeria müssen die Nachfolger des geflohenen Präsidenten Chukwuemeka Odumegwu Ojukwu die Kapitulation Biafras noch einmal im Radio verkünden.

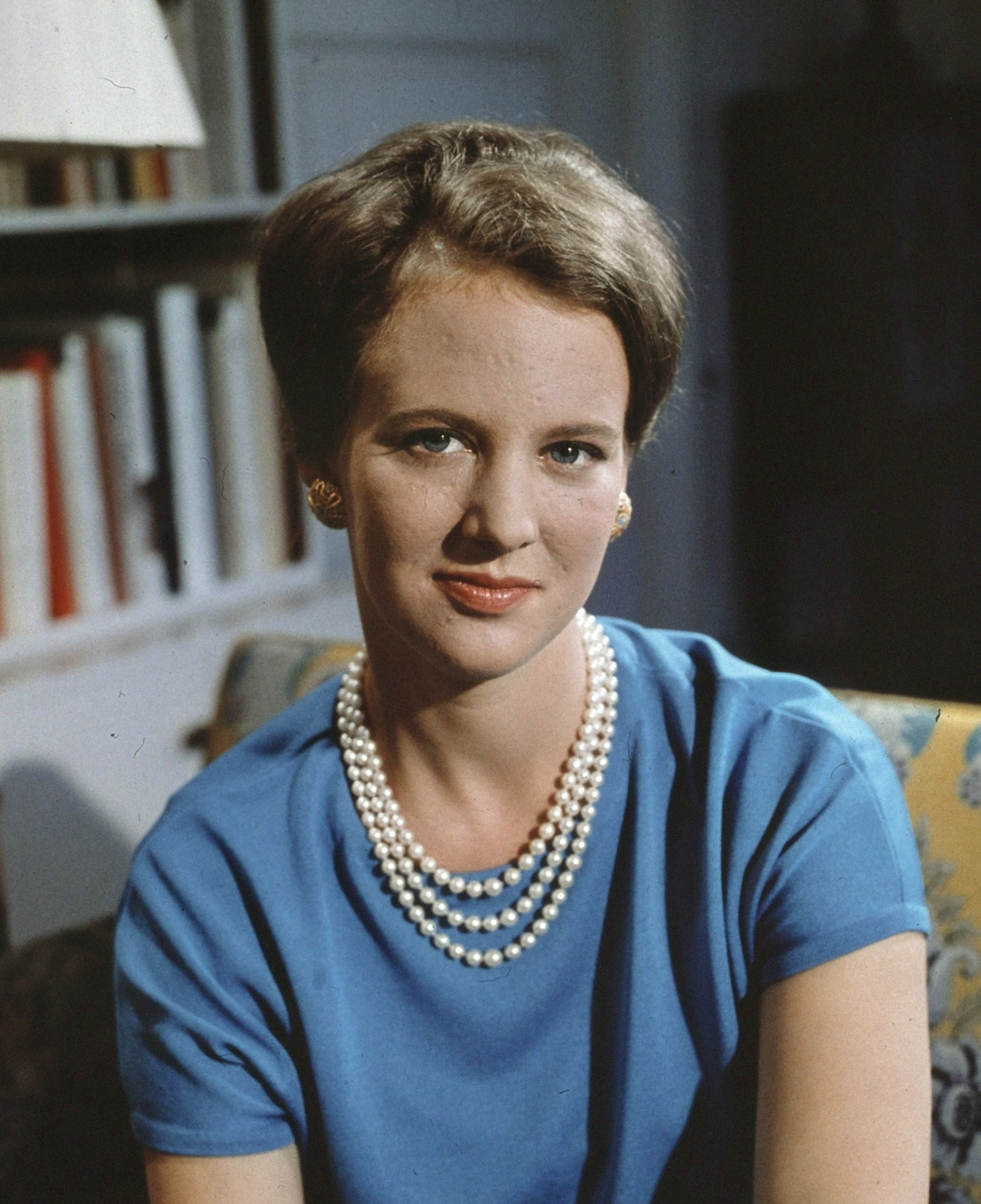
1972: Margrethe II.

- 1972: Margrethe Alexandrine Þórhildur Ingrid wird einen Tag nach dem Tod ihres Vaters Frederik IX. als Margrethe II. zur Königin Dänemarks proklamiert.
- 1976: Der 8. niedersächsische Landtag wählt mit Stimmen der Regierungskoalition Oppositionsführer Ernst Albrecht zum Ministerpräsidenten.
- 1985: Bei der ersten freien Wahl nach der Militärdiktatur in Brasilien wird Tancredo Neves zum neuen Präsidenten des Landes gewählt. Er wird das Amt jedoch nie antreten, da er kurz vor der Angelobung stirbt.
- 1990: Mehrere Tausend Demonstranten stürmen und verwüsten die ehemalige Zentrale des Ministeriums für Staatssicherheit der DDR.
- 1991: Der irakische Diktator Saddam Hussein lässt die durch Resolution 678 des UN-Sicherheitsrates gesetzte Frist zum Rückzug aus Kuwait ungenutzt verstreichen. Damit sind die Mitgliedstaaten der UNO ermächtigt, „alle erforderlichen Mittel zur Befreiung Kuwaits vom Irak einzusetzen“. Am folgenden Tag beginnt Operation Desert Storm.
- 1992: Kroatien und Slowenien werden von den damals 12 Staaten der EG als unabhängige Staaten anerkannt.
- 1992: Bulgarien erkennt unter Ministerpräsident Filip Dimitrow als erstes Land die Unabhängigkeit der ehemaligen jugoslawischen Republik Mazedonien, heute Nordmazedoniens an.

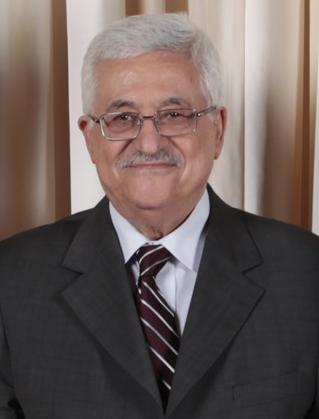
2005: Mahmud Abbas

- 2005: Mahmud Abbas wird nach der Wahl vom 9. Januar als Nachfolger des verstorbenen Jassir Arafat als palästinensischer Präsident vereidigt.

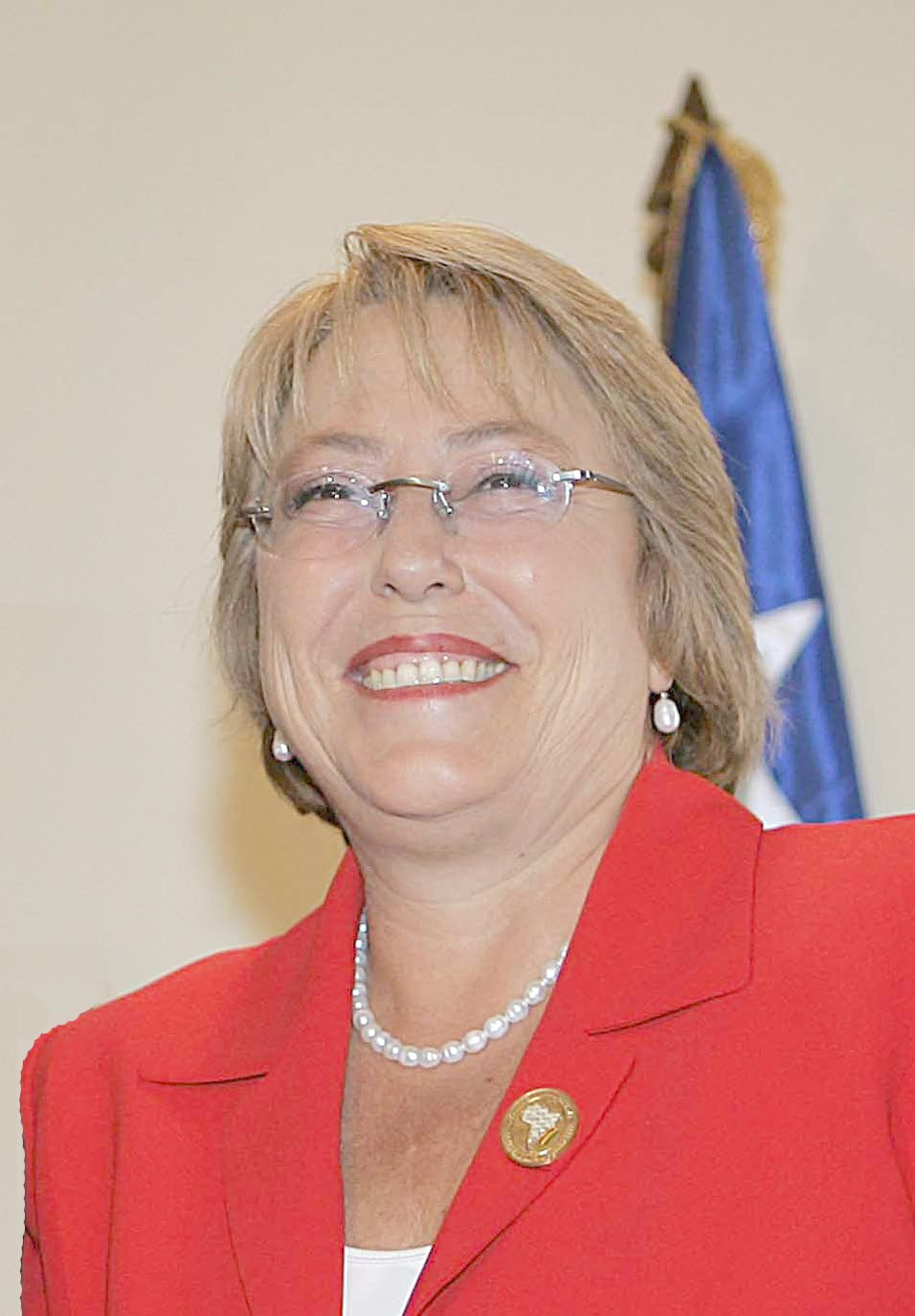
2006: Michelle Bachelet

- 2006: Die Sozialistin Michelle Bachelet wird in einer Stichwahl gegen den Rechtsliberalen Sebastián Piñera zur ersten Staatschefin Chiles gewählt.
- 2009: US-Airways-Flug 1549 endet mit einer Notwasserung auf dem Hudson River in New York City. Flugkapitän Chesley Sullenberger muss wegen Vogelschlag kurz nach dem Start das Flugzeug notlanden. Alle 155 Menschen an Bord der Maschine werden gerettet.
- 2011: Im Südsudan endet ein Referendum, in dem sich 99 Prozent der Bevölkerung für die Unabhängigkeit des Landes aussprechen.
- 2018: Der rumänische Ministerpräsident Mihai Tudose tritt nach nur sieben Monaten im Amt wegen interner Parteistreitigkeiten innerhalb der Sozialdemokratie zurück. Seinen Posten übernimmt Verteidigungsminister Mihai Fifor.
- 2025: In Südkorea wird der suspendierte Präsident Yoon Suk-yeol in seiner Seouler Residenz verhaftet, weil er im Vorjahr das Kriegsrecht verhängt hatte.

### Wirtschaft

1609: Titelblatt der Erstausgabe der Aviso

- 1609: Die Erstausgabe des Aviso Relation oder Zeitung erscheint in Wolfenbüttel. Es handelt sich dabei um eine der ersten Zeitungen in Deutschland.
- 1826: In Paris erscheint die Erstausgabe von Le Figaro. Das Blatt wird vierzig Jahre später zur Tageszeitung.
- 1859: Im Nebraska-Territorium wird die erste Goldader im späteren US-Bundesstaat Colorado entdeckt. Die Region um Gold Hill wird für die Besiedlung durch Bergleute attraktiv.
- 1876: Als erste Zeitschrift in Afrikaans wird Die Afrikaanse Patriot von der Genootskap van Regte Afrikaners in der südafrikanischen Stadt Paarl herausgegeben.
- 1885: Das kaiserliche Patentamt veröffentlicht das an Paul Nipkow rückwirkend erteilte Patent über die nach dem Erfinder benannte Nipkow-Scheibe. Auf ihr basiert das entstehende mechanische Fernsehen.
- 1895: David Stempel gründet in Frankfurt am Main eine Firma, die bald darauf als Schriftgießerei D. Stempel führend wird.
- 1895: Johann Jacobs gründet in Bremen ein „Specialgeschäft für Caffee, Thee, Cacao, Chocoladen und Biscuits“, der Beginn von Jacobs Kaffee.
- 1896: Die erste Autovermietung wird in Paris gegründet.
- 1945: Die italienische Nachrichten- und Presseagentur ANSA entsteht in Rom.
- 1948: Im Saarland wird der Saar-Franken alleiniges gesetzliches Zahlungsmittel. Er löst die wenige Monate alte Saar-Mark ab und ist an den französischen Franc gekoppelt.

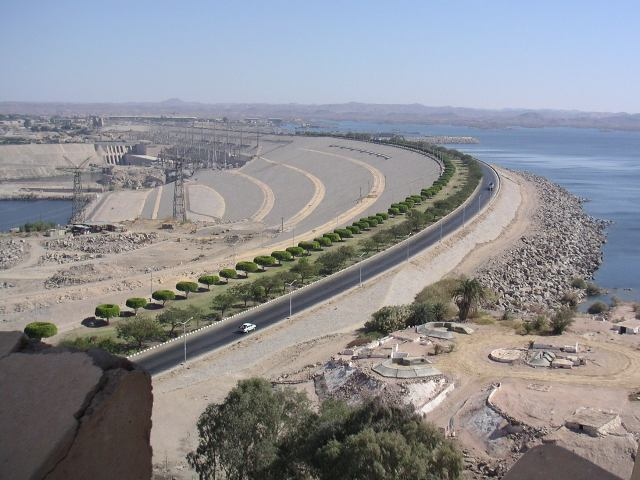
1971: Neuer Damm bei Assuan

- 1971: Der Assuan-Staudamm in Ägypten wird feierlich eröffnet.
- 1983: Das Zündwarenmonopol des schwedischen Konzerns Svenska Tändsticks AB in Deutschland endet nach 53 Jahren.
- 1999: Die Zentralbank Brasiliens gibt den Wechselkurs des Real frei.
- 2004: T-Mobile Deutschland schaltet sein UMTS-Netz für alle Kunden frei.

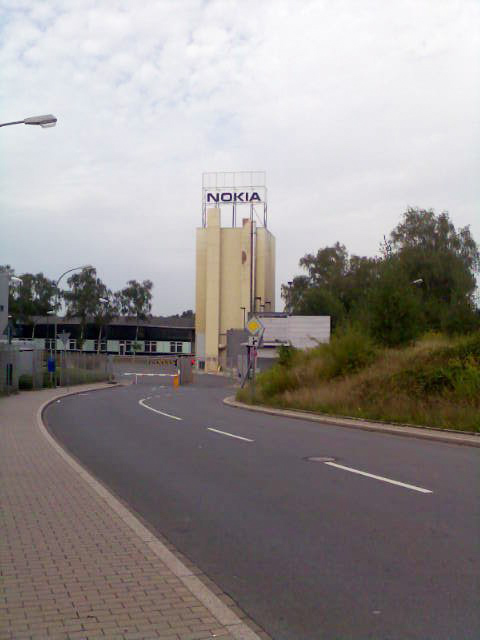
2008: Das Nokia-Werk Bochum

- 2008: Nokia gibt in Helsinki bekannt, das Werk in Bochum aus Kostengründen bis Jahresmitte zu schließen. Dies führt zu einer Welle heftiger Proteste in Deutschland.

### Wissenschaft und Technik

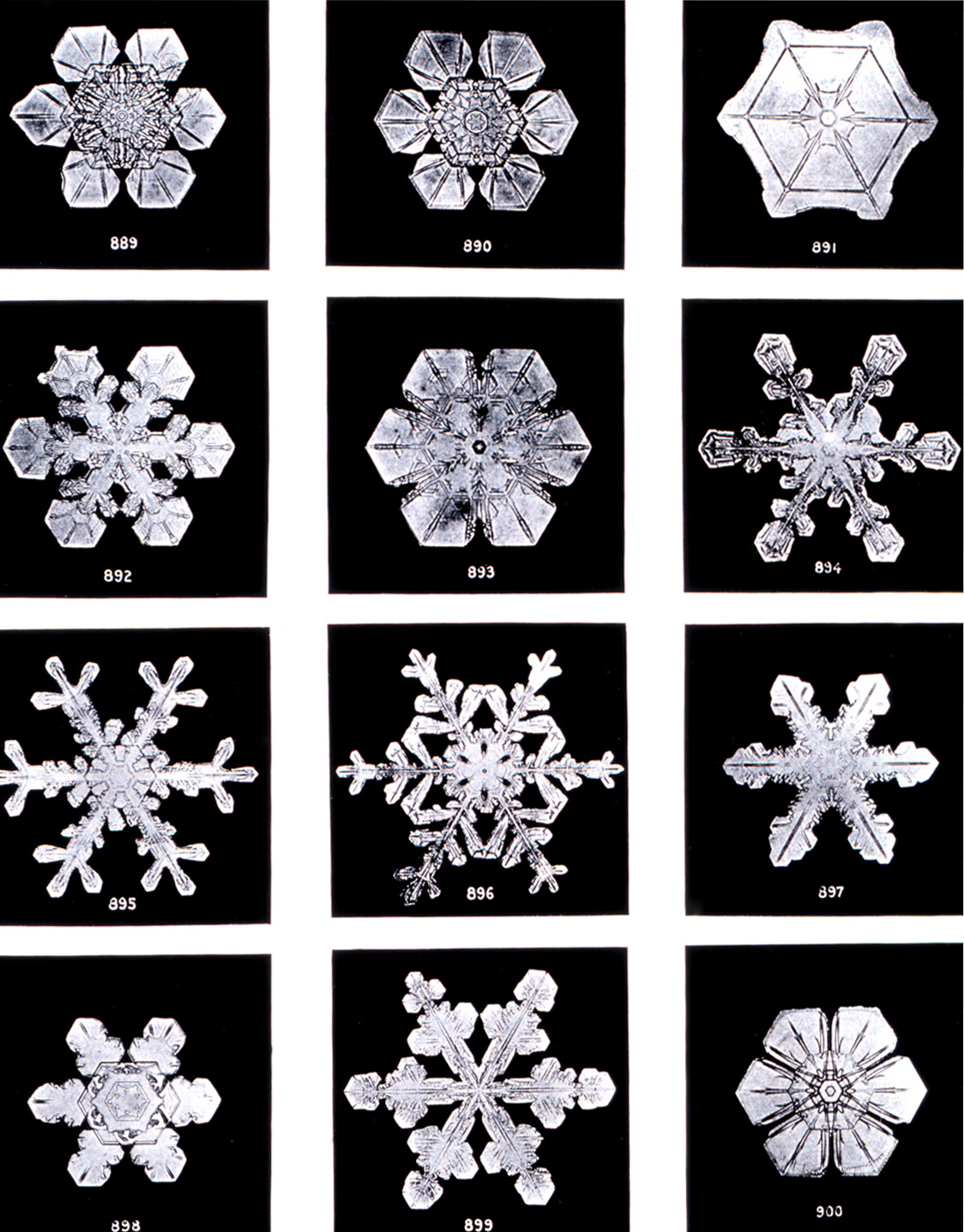
1885: Schneekristalle, Aufnahmen von Wilson Bentley

- 1885: Der US-Amerikaner Wilson Bentley macht die erste Fotografie von einer Schneeflocke.
- 1888: Gründung des Eijkman Instituuts in Weltevreden, Niederländisch-Indien.
- 1910: Im US-Bundesstaat Wyoming wird der Shoshone Dam vollendet. Das Bauwerk am Shoshone River ist mit 99 Metern Höhe die bis dahin höchste Talsperre auf der Erde.
- 1915: Die Erstausgabe der US-amerikanischen wissenschaftlichen Zeitschrift Proceedings of the National Academy of Sciences, herausgegeben von der National Academy of Sciences, erscheint.
- 1916: Der Balkanzug startet in Berlin zu seiner ersten Fahrt nach Konstantinopel.
- 1969: Das sowjetische Raumschiff Sojus 5 startet vom Weltraumbahnhof Baikonur aus mit drei Kosmonauten an Bord. Am folgenden Tag soll sie an das bereits im All befindliche Raumschiff Sojus 4 andocken.
- 1985: Der 298 Meter hohe Sendemast des WDR-Grundnetzsenders Teutoburger Wald auf dem Bielstein im Teutoburger Wald stürzt um, nachdem durch starke Vereisung eine Pardune zerrissen ist.
- 2001: US-Unternehmer Jimmy Wales und der Philosophie-Dozent Larry Sanger gründen die freie Enzyklopädie Wikipedia.

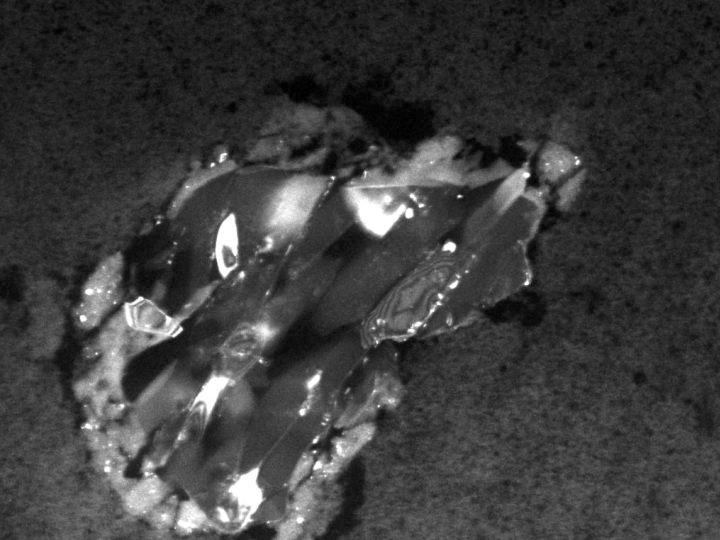
2006: Ein von Stardust eingefangener Kometenpartikel (Durchmesser: ca. 2 Mikrometer)

- 2006: Die Rückkehrkapsel der Raumsonde Stardust bringt eingefangene Kometenstaub-Proben zur Erde.
- 2012: Die russische Raumsonde Phobos-Grunt tritt, nach gescheitertem Missionsziel, in die Erdatmosphäre ein und verglüht über dem Pazifik.

### Kultur

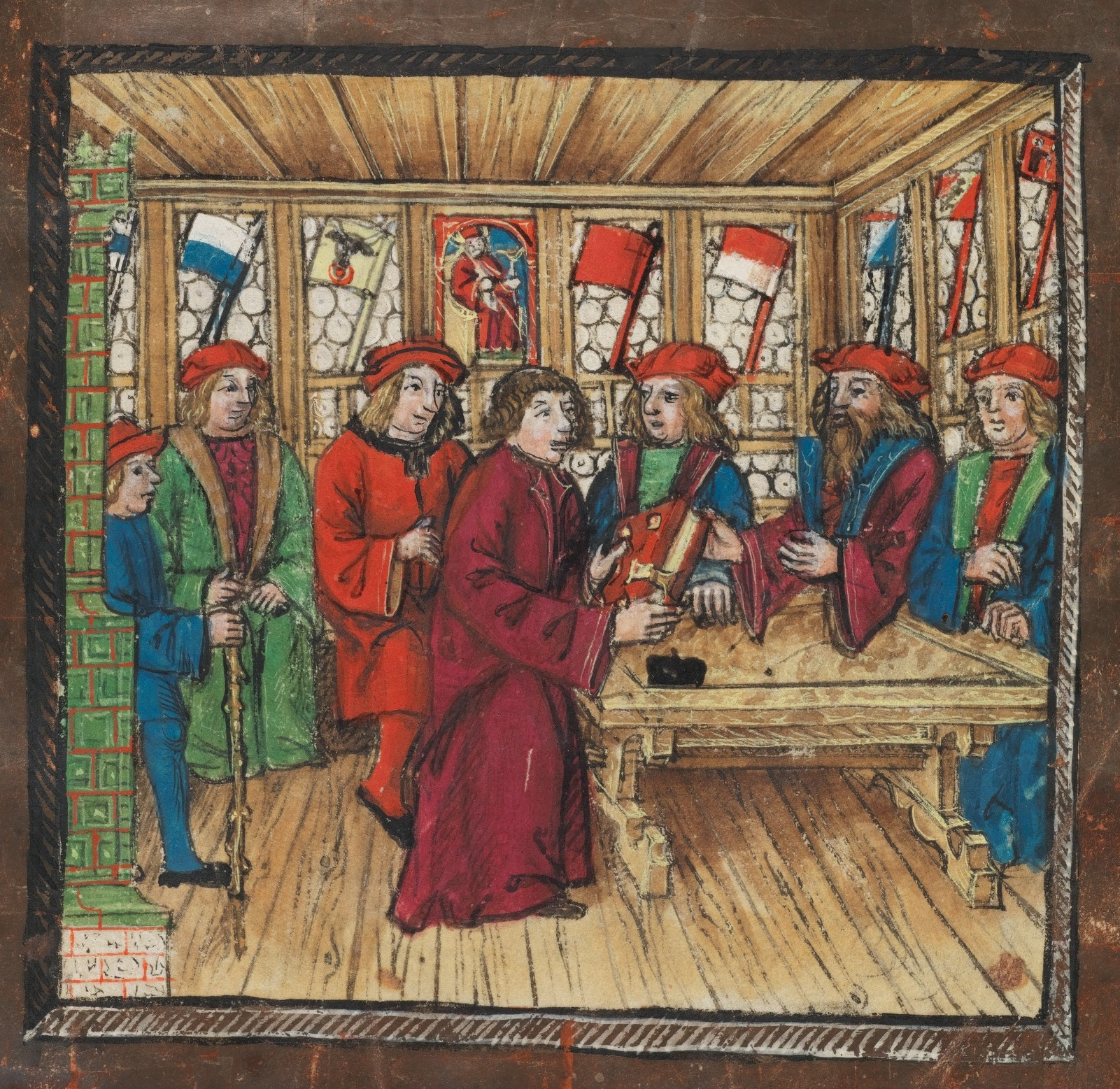
1513: Diebold Schilling überreicht seine Chronik dem Rat von Luzern

- 1513: Diebold Schilling übergibt die Luzerner Chronik dem Rat der Stadt Luzern. Das in mehrjähriger Arbeit entstandene Werk zählt zu den reichhaltig gestalteten Schweizer Bilderchroniken.

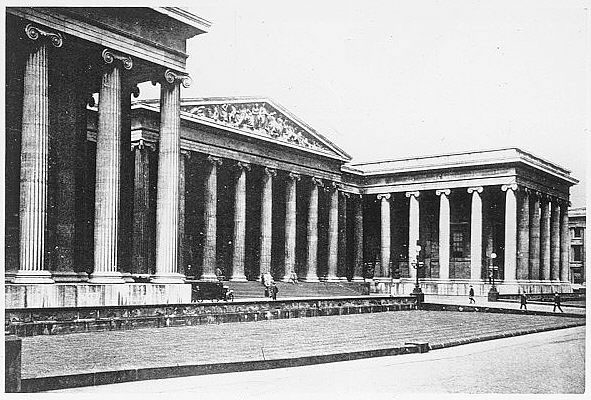
1759: Britisches Museum

- 1759: Das British Museum in London wird eröffnet.
- 1872: Die Uraufführung der komischen Oper Le roi Carotte von Jacques Offenbach mit einem Libretto von Victorien Sardou nach dem Märchen Klein Zaches genannt Zinnober und der Erzählung Die Königsbraut von E. T. A. Hoffmann erfolgt im Théâtre de la Gaîté in Paris.
- 1890: Am Mariinski-Theater in Sankt Petersburg wird das Ballett Dornröschen von Marius Petipa mit der Musik von Pjotr Iljitsch Tschaikowski uraufgeführt.
- 1895: Die bis heute maßgebliche Inszenierung von Pjotr Iljitsch Tschaikowskis Ballett Schwanensee des kaiserlichen Balletts in der Choreographie von Marius Petipa und Lew Iwanowitsch Iwanow wird am Mariinski-Theater in Sankt Petersburg aufgeführt.
- 1916: Am Raimundtheater in Wien wird das Singspiel Das Dreimäderlhaus von Heinrich Berté uraufgeführt.
- 1920: Der Schallplattenproduzent Homophon bietet die erste Schallplatte mit Jazz in Deutschland an. Der aufgenommene Titel Tiger Rag, dargeboten von der Original Excentric Band, ist eher jazzuntypisch interpretiert.
- 1924: Die BBC sendet mit Richard Hughes’ A Comedy of Danger (deutscher Titel: Gefahr) das erste Original-Hörspiel in Europa. Die deutsche Erstausstrahlung vom 24. August 1925 stammt von der NORAG in Hamburg.
- 1957: In Japan hat Akira Kurosawas auf Shakespeares Macbeth basierender Film Kumonosu-jō (Das Schloss im Spinnwebwald) Premiere.
- 1958: Die Uraufführung der Oper Vanessa von Samuel Barber mit dem Libretto von Gian Carlo Menotti erfolgt an der Metropolitan Opera in New York City.
- 1958: Die deutsche Filmkomödie Das Wirtshaus im Spessart von Kurt Hoffmann wird uraufgeführt.
- 1961: Florence Ballard, Mary Wilson und Diana Ross unterschreiben als Girlgroup-Trio The Primettes einen Plattenvertrag bei Motown-Records. Die Gruppe wird später unter dem Namen The Supremes bekannt.
- 1966: Heinz Schenk und Lia Wöhr agieren erstmals als Gastgeber in der Unterhaltungsshow Zum Blauen Bock, die zuvor Otto Höpfner den Fernsehzuschauern präsentiert hat.
- 1972: Peter Turrinis drittes Bühnenwerk Sauschlachten wird in den Münchener Kammerspielen uraufgeführt.
- 1973: Mit der Folge Das Hähnchen startet die Fernsehserie Ein Herz und eine Seele um die Familie Tetzlaff im Dritten Programm des Westdeutschen Rundfunk.

### Gesellschaft

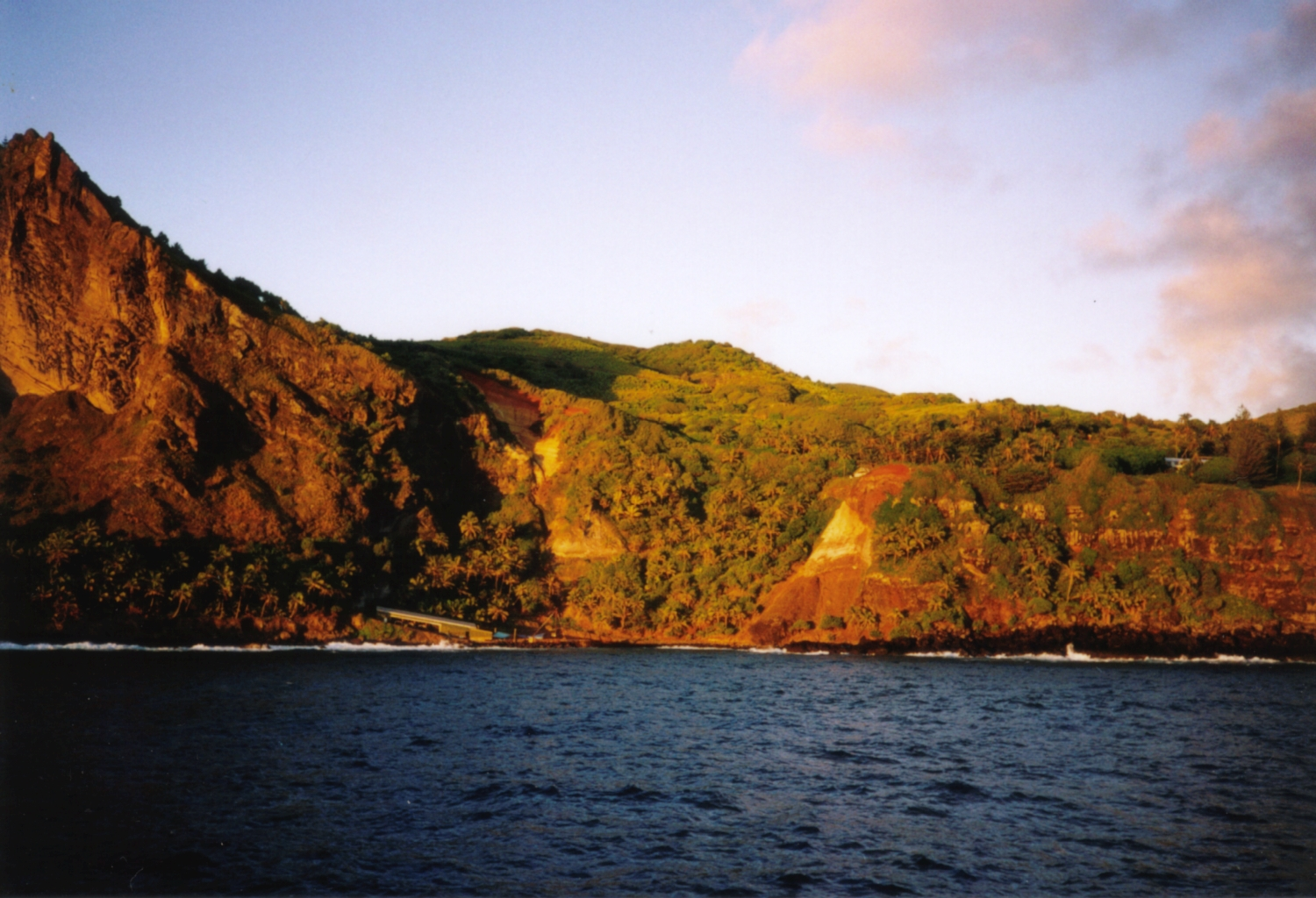
1790: Pitcairn, die Bounty Bay

- 1790: Fletcher Christian kommt mit anderen Meuterern der Bounty auf der Suche nach einem Zufluchtsort vor der Insel Pitcairn an.
- 1947: In Los Angeles wird die verstümmelte Leiche der 22-jährigen Elizabeth Short gefunden. Wegen ihrer schwarzen Kleidung wird sie Die schwarze Dahlie genannt. Der Aufsehen erregende Mordfall, der einen Roman und mehrere Filme inspiriert, wird nie aufgeklärt.
- 1962: Der Berliner Kabarettist Wolfgang Neuss verrät in einer Zeitungsannonce den Namen des Mörders im Francis-Durbridge-Krimimehrteiler Das Halstuch, zwei Tage vor Ausstrahlung der sechsten und letzten Folge des Straßenfegers im Deutschen Fernsehen. Das Lüften des sorgsam gehüteten Geheimnisses sorgt für einen Skandal.
- 1993: Eine Spezialabteilung der italienischen Carabinieri verhaftet in Palermo den jahrzehntelang gesuchten Cosa-Nostra-Boss Salvatore „Totò“ Riina.

### Religion
- 1825: Papst Leo XII. bittet bei den Bischöfen um Spenden der Gläubigen für den Wiederaufbau der durch einen Brand beschädigten römischen Basilika Sankt Paul vor den Mauern.

### Katastrophen
- 1362: Die Zweite Marcellusflut beginnt, die bis 17. Januar viele Tausend Menschenleben an der Nordseeküste fordern wird.
- 1777: Das Kurfürstliche Schloss Bonn brennt vollständig aus; der Brand fordert zahlreiche Menschenleben.
- 1822: Beim Untergang der chinesischen Dschunke Tek Sing („Wahrer Stern“) sterben mindestens 1.600 Menschen. Nur etwa 200 Menschen werden von einer anderen Dschunke und einem britischen Handelsschiff gerettet.

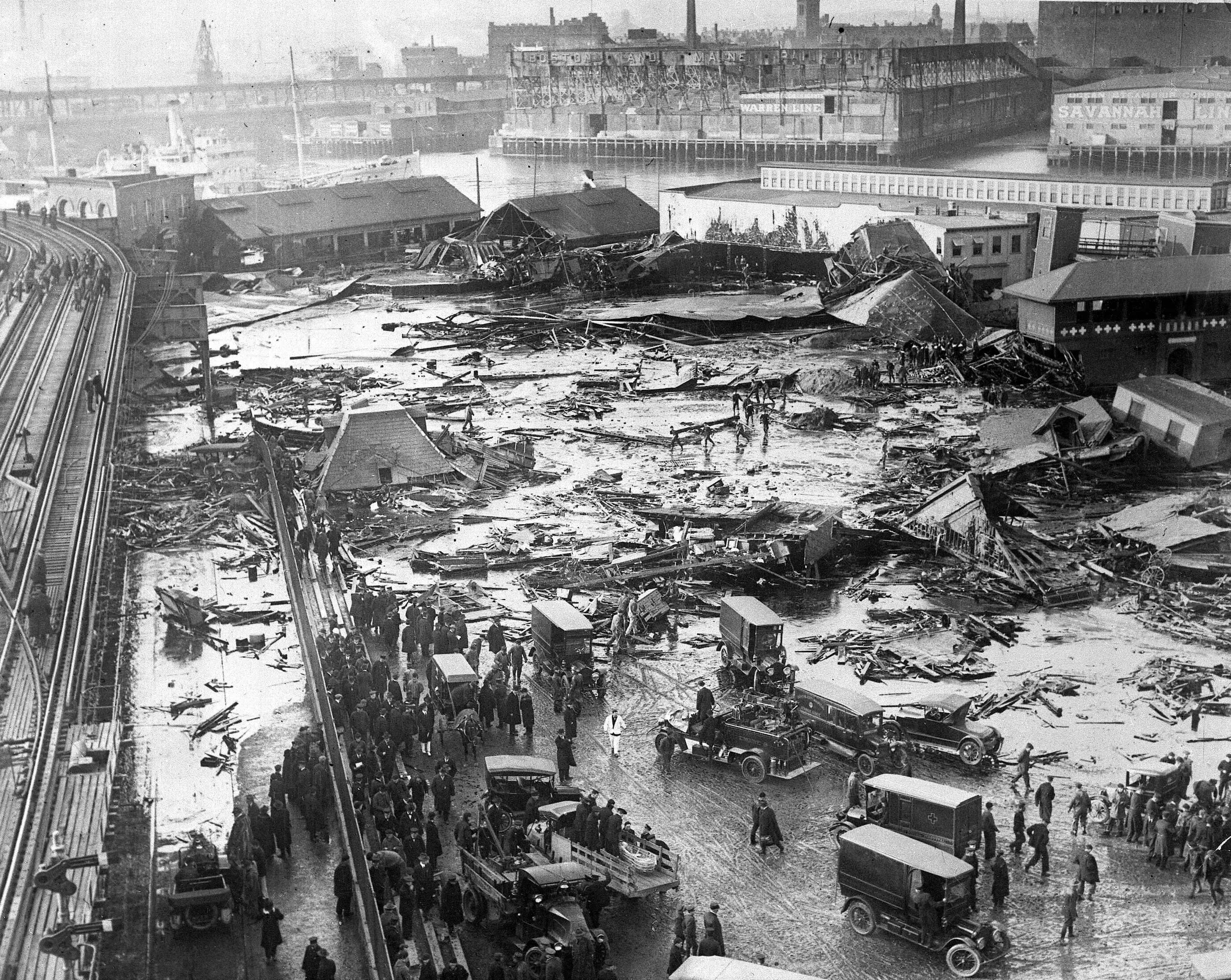
1919: Melassekatastrophe: Zerstörungen vor der Marinewerft

- 1919: Die Melassekatastrophe von Boston kostet 21 Menschen das Leben.
- 1934: Ein Erdbeben der Stärke 8,1 in Nepal und Indien fordert ca. 10.700 Tote.
- 1944: Ein Erdbeben der Stärke 7,8 in San Juan, Argentinien fordert rund 5.000 Tote.

Kleinere Unglücksfälle sind in den Unterartikeln von Katastrophe und in der Liste von Katastrophen aufgeführt.

### Sport
- 1892: James Naismith veröffentlicht die 13 Regeln des von ihm erfundenen Spiels Basketball.
- 1908: Der Sportverein FC Bari wird gegründet.
- 1917: Der französische Fußballpokal (französisch Coupe de France de football) wird auf Initiative von Henri Delaunay ins Leben gerufen, dem für Frankreich eine ähnliche Sportveranstaltung vorschwebt, wie beim englischen FA Cup. Die ersten Partien werden am 7. Oktober 1917 ausgetragen.
- 1966: In Ost-Berlin wird der Fußballverein BFC Dynamo gegründet. Die Unterstützung durch Minister Erich Mielke trägt dem Verein den Ruf eines Stasi-Clubs ein.
- 1967: Im Los Angeles Memorial Coliseum gewinnen im ersten Super Bowl die Green Bay Packers gegen die Kansas City Chiefs mit 35:10 die AFL-NFL Championships.
- 1972: Joe Frazier gewinnt seinen Boxkampf und damit den Weltmeistertitel im Schwergewicht gegen Terry Daniels im Rivergate Auditorium, New Orleans, durch technischen K.O.
- 2006: Die deutsche Skispringermannschaft mit Michael Neumayer, Georg Späth, Alexander Herr und Michael Uhrmann holt bei der Skiflug-Weltmeisterschaft am Kulm in Bad Mitterndorf, Österreich, die Bronzemedaille. Sieger wird Norwegen vor Finnland.

Einträge von Leichtathletik-Weltrekorden befinden sich unter der jeweiligen Disziplin unter Leichtathletik.

## Geboren

### Vor dem 18. Jahrhundert
- 0005 v. Chr.: Han Guangwu di, chinesischer Kaiser
- 0961: Seongjong, 6. König des koreanischen Königreichs Goryeo
- 1420: Bernardo Bandini Baroncelli, italienischer Bankier und Attentäter

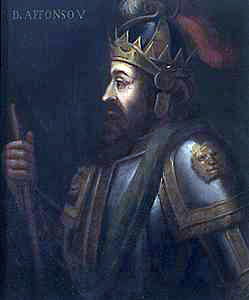
Alfons V. von Portugal (* 1432)

- 1432: Alfons V., portugiesischer König
- 1449: Katherina, Markgräfin von Baden
- 1478: Ashikaga Yoshizumi, 11. Shōgun des Ashikaga-Shōgunates in Japan
- 1491: Nicolò da Ponte, Doge von Venedig
- 1496: Heinrich VII. von Rosenberg, böhmischer Adeliger

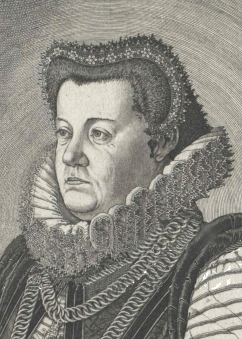
Hedwig von Württemberg (* 1547)

- 1547: Hedwig von Württemberg, Landgräfin von Hessen-Marburg
- 1566: Philipp Uffenbach, deutscher Maler
- 1568: Johannes Hartmann, deutscher Universalgelehrter
- 1591: Alexandre de Rhodes, französischer Jesuit und Missionar

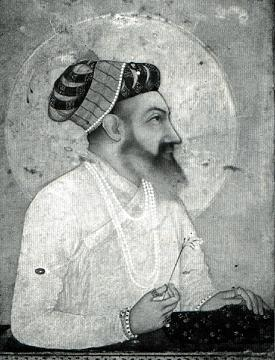
Shah Jahan (* 1592)

- 1592: Shah Jahan, indischer Kaiser und Erbauer das Taj Mahal
- 1597: Wolfgang Bachmeyer, deutscher Kartograph, Geodät, Astronom, Mathematiker und Theologe
- 1613: Giovanni Pietro Bellori, italienischer Antiquar, Bibliothekar, Kunst- und Antikensammler, Kunsttheoretiker und Kunsthistoriker
- 1621: Antoine Le Pautre, französischer Architekt
- 1624: Rombout Verhulst, flämischer Bildhauer
- 1646: Anton Herport, Schweizer evangelischer Geistlicher
- 1650: Cyriakus Günther, thüringischer Kirchenlieddichter
- 1671: Johann Heinrich Müller, deutscher Astronom
- 1674: Johann Wilhelm Engelbrecht, deutscher Jurist und Hochschullehrer
- 1697: Johann Georg Fischer, deutscher Orgelbauer

### 18. Jahrhundert
- 1702: Johann Ernst Hebenstreit, deutscher Mediziner
- 1703: Henriette-Louise de Bourbon, Äbtissin von Beaumont-lés-Tours

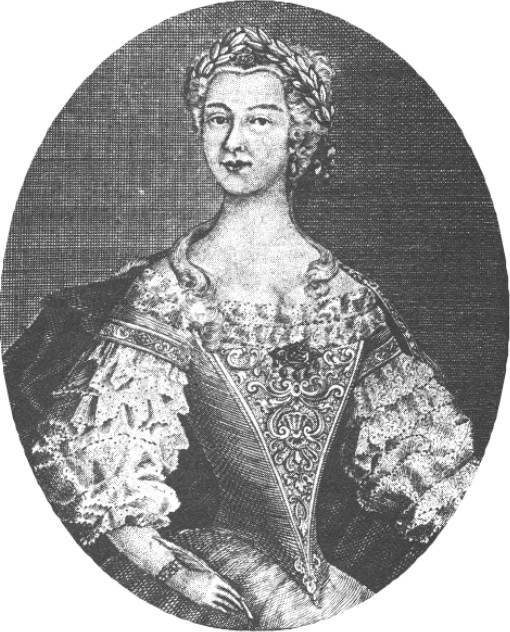
Sidonia Hedwig Zäunemann (* 1711)

- 1711: Sidonia Hedwig Zäunemann, deutsche Dichterin
- 1716: Philip Livingston, britisch-US-amerikanischer Händler und Politiker
- 1724: Friedrich Adam Widder, deutscher Mathematiker
- 1725: Pjotr Alexandrowitsch Rumjanzew-Sadunaiski, russischer Feldmarschall
- 1730: Louis Dutens, französischer Schriftsteller
- 1738: Ludwig Christian Lichtenberg, deutscher Beamter und Naturwissenschaftler
- 1742: Beda Mayr, deutscher christlicher Gelehrter
- 1744: Ebenezer Hazard, US-amerikanischer Politiker, Postmaster General
- 1745: Mattli Conrad, Schweizer Pfarrer
- 1746: Balthasar Anton Dunker, deutscher Maler, Radierer und Schriftsteller
- 1754: Jacques Pierre Brissot, französischer Revolutionär und einer der Führer der Girondisten
- 1754: Friedrich Gedike, deutscher Pädagoge und Bildungspolitiker
- 1759: Matsudaira Sadanobu, Daimyō des japanischen Fürstentums Shirakawa

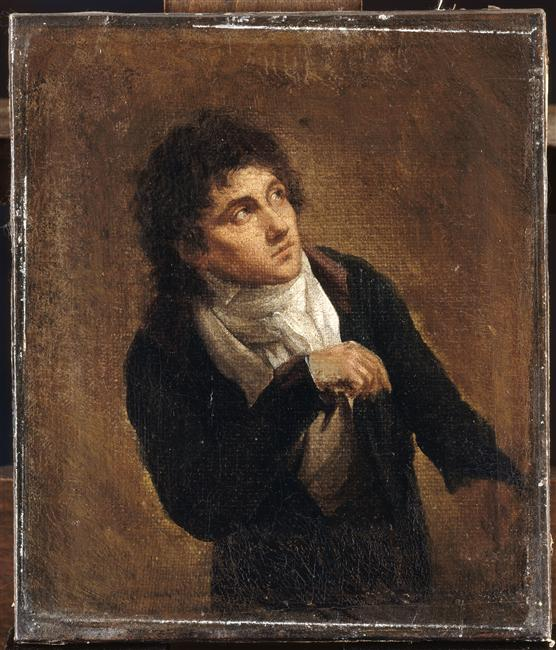
François-Joseph Talma (* 1763)

- 1763: François-Joseph Talma, französischer Schauspieler
- 1773: Antoine-Léonard de Chézy, französischer Orientalist und Mitbegründer der Indologie
- 1777: Christian Krohg, norwegischer Jurist und Politiker
- 1778: Joseph Adamy, nassauischer Grubenbesitzer und Politiker
- 1779: Jean Coralli, französischer Tänzer und Choreograph
- 1780: Cornelius P. Comegys, US-amerikanischer Politiker
- 1782: Ōkubo Tadazane, Daimyō von Odawara und Rōjū
- 1782: Thomas Wildey, britischer Handwerker und Gründer des Odd Fellow-Ordens
- 1783: Ignaz Beidtel, österreichischer Jurist
- 1783: William Colgate, US-amerikanischer Unternehmer und Mäzen
- 1784: Stepan Stepanowitsch Pimenow, russischer Bildhauer und Hochschullehrer
- 1785: William Prout, britischer Mediziner und Chemiker
- 1786: Jean Alaux, französischer Maler
- 1788: Franz Wilhelm von Barfus-Falkenburg, preußischer Generalmajor
- 1789: Joseph Ignatz Peter, badischer Beamter und Statthalter während der Badischen Revolution
- 1791: Franz Grillparzer, österreichischer Schriftsteller
- 1793: Ferdinand Georg Waldmüller, österreichischer Maler und Kunstschriftsteller
- 1795: Louis Burnier, Schweizer evangelischer Geistlicher und Schulreformer
- 1795: Willem de Clercq, niederländischer Schriftsteller
- 1795: Alexander Sergejewitsch Gribojedow, russischer Diplomat und Dichter

### 19. Jahrhundert

#### 1801–1850
- 1802: Vinzenz Maria Süß, österreichischer Schriftsteller und Gründer des Salzburger Museums Carolino Augusteum
- 1803: Nathan Marcus Adler, deutsch-britischer Rabbiner
- 1803: Heinrich Daniel Rühmkorff, deutscher Mechaniker, Instrumentenbauer
- 1803: William Sullivant, US-amerikanischen Bryologe

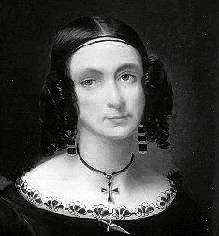
Louise Bertin (* 1805)

- 1805: Louise Bertin, französische Komponistin und Dichterin
- 1807: Hermann Burmeister, deutscher Naturforscher
- 1809: Pierre-Joseph Proudhon, französischer Ökonom, Soziologe und Anarchist
- 1811: Carl Adams, deutscher Mathematiker und Lehrer
- 1812: Wilhelm von Abbema, deutscher Maler, Kupferstecher und Radierer
- 1812: Peter Christen Asbjørnsen, norwegischer Schriftsteller und Märchensammler
- 1814: Johann Gottlieb Langner, schlesischer Unternehmer
- 1814: Ludwig Schläfli, Schweizer Mathematiker
- 1815: Bernhard Hirschel, deutsch-jüdischer Politiker und Mediziner
- 1817: Ida Schuselka-Brüning, Sängerin, Schauspielerin, Theaterdirektorin und Übersetzerin
- 1820: Johann Ludwig Schneller, schwäbischer Lehrer und Missionar
- 1821: Lafayette McLaws, US-amerikanischer Offizier, General der Konföderierten im Sezessionskrieg
- 1821: August Steinmeyer, deutscher Vollmeier und Politiker
- 1822: Hubert Salentin, deutscher Maler
- 1823: Giovanni Airoldi, Schweizer Jurist und Politiker
- 1823: Jean-Auguste Margueritte, französischer Divisionsgeneral
- 1823: Josef Seiler, deutscher Dichter, Komponist und Organist
- 1824: Alfred Agricola, deutscher Reichsgerichtsrat

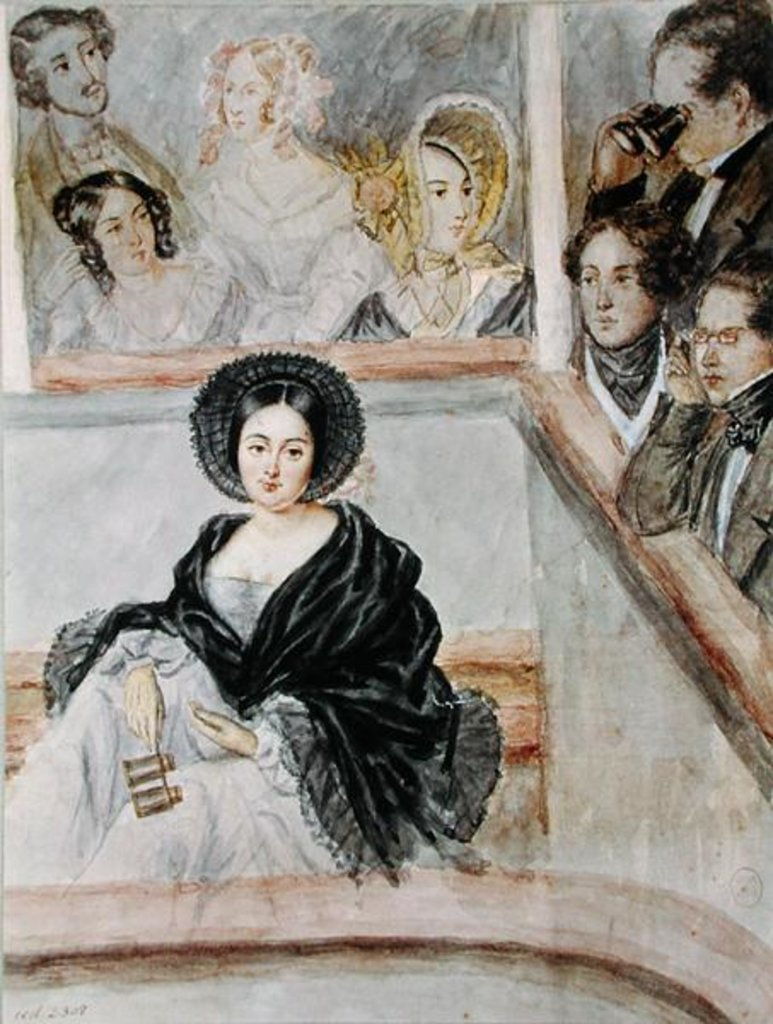
Marie Duplessis (* 1824)

- 1824: Marie Duplessis, französische Kurtisane
- 1825: Maurice Strakosch, US-amerikanischer Konzertunternehmer und Komponist
- 1826: Clementine Abel, deutsche Schriftstellerin
- 1828: Luise von Martens, württembergische Malerin
- 1830: Edmund Reitlinger, österreichischer Physiker
- 1831: Georg Sauerwein, deutscher Publizist
- 1833: Louis Paulsen, deutscher Schachspieler
- 1834: Frederick DuCane Godman, britischer Insekten- und Vogelkundler
- 1835: Konrad Adolf Hallenstein, deutscher Schauspieler
- 1839: Rudolf Schweinitz, deutscher Bildhauer
- 1840: Jo Abbott, US-amerikanischer Politiker
- 1840: Eduard Locher, Schweizer Ingenieur, Erfinder und freier Unternehmer
- 1841: Thorvald Lammers, norwegischer Komponist, Sänger und Chorleiter
- 1841: Frederick Stanley, 16. Earl of Derby, Generalgouverneur von Kanada
- 1842: Josef Breuer, Wiener Arzt, Physiologe und Philosoph
- 1844: Robert Gersuny, österreichischer Arzt
- 1844: Cole Younger, US-amerikanischer Revolvermann
- 1845: Wilhelm Bender, deutscher protestantischer Theologe
- 1845: Ella Flagg Young, US-amerikanische Schulverwaltungsreformerin
- 1846: Karl Rudolf Karrasz, rumäniendeutscher Komponist, Pianist und Musikpädagoge
- 1848: Raphael von Koeber, deutsch-russischer Philosoph und Musiker
- 1850: Mihai Eminescu, rumänischer Dichter

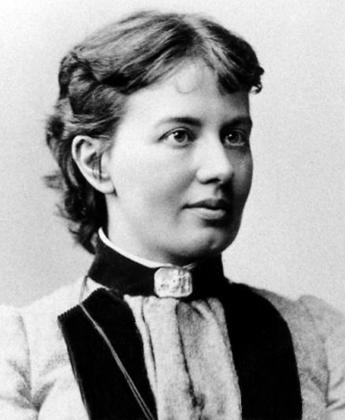
Sofja Kowalewskaja (* 1850)

- 1850: Sofja Wassiljewna Kowalewskaja, russische Mathematikerin

#### 1851–1900
- 1851: Martinus Theodorus Houtsma, niederländischer Orientalist
- 1851: Alexander Moszkowski, polnisch-deutscher Schriftsteller und Satiriker
- 1853: Per Olof Christopher Aurivillius, schwedischer Entomologe
- 1853: Wilhelm Kaspar, lettischer Pastor und evangelischer Bekenner
- 1854: Károly Senyei, ungarischer Bildhauer
- 1857: Alexander Fritz, deutscher Schachspieler
- 1858: Simon Breu, deutscher Komponist und Musiklehrer
- 1858: Giovanni Segantini, italienisch-schweizerischer Maler des Symbolismus
- 1859: Nathaniel Lord Britton, US-amerikanischer Geologe und Botaniker
- 1862: Loïe Fuller, US-amerikanische Tänzerin, Wegbereiterin des modernen Tanzes und der Lichtspiele auf der Bühne

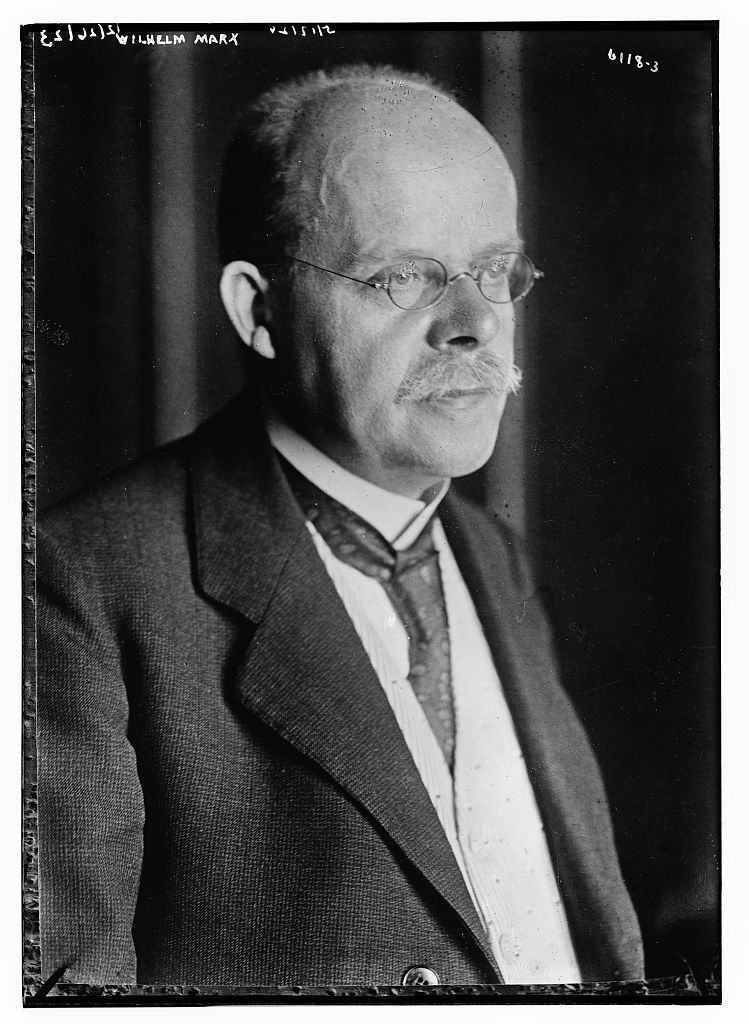
Wilhelm Marx (* 1863)

- 1863: Wilhelm Marx, deutscher Jurist und Politiker, MdL, Ministerpräsident, MdR, Reichsminister, Reichskanzler
- 1864: S. H. Dudley, US-amerikanischer Sänger
- 1864: Sabine Lepsius, deutsche Porträtmalerin und Salonnière
- 1865: Sophia Goudstikker, Fotografin, Frauenrechtlerin
- 1866: Ernest Martin Skinner, US-amerikanischer Orgelbauer
- 1866: Nathan Söderblom, schwedischer lutherischer Theologe, Erzbischof von Schweden und Friedensnobelpreisträger
- 1867: Maria Theresia von Bourbon-Sizilien, Gräfin von Trani und Prinzessin von Bourbon-Sizilien
- 1867: Federico Gana, chilenischer Schriftsteller
- 1867: Eustachius Kugler, deutscher katholischer Mönch und Erbauer eines Krankenhauses

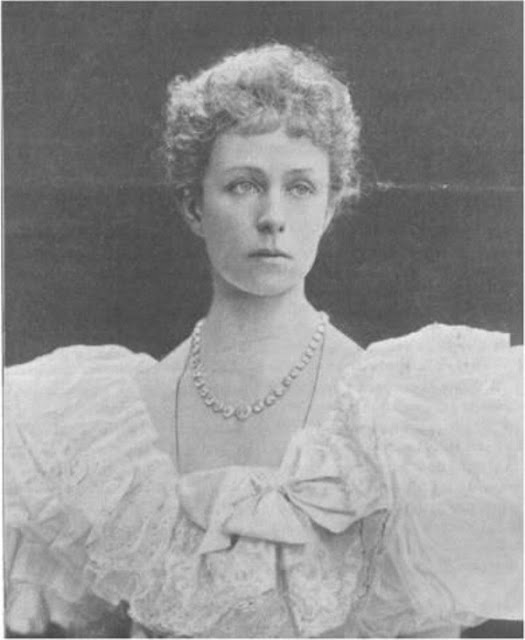
Maria Theresia von Bourbon-Sizilien (* 1867)

- 1868: Otto von Lossow, deutscher General
- 1868: Johanna Müller-Hermann, österreichische Komponistin
- 1869: Emil Kiemlen, deutscher Bildhauer
- 1869: Arnold Spychiger, Schweizer Unternehmer und Politiker
- 1869: Stanisław Wyspiański, polnischer Dramatiker, Poet, Maler und Architekt
- 1872: Arsen Borissowitsch Kozojew, sowjetischer Schriftsteller

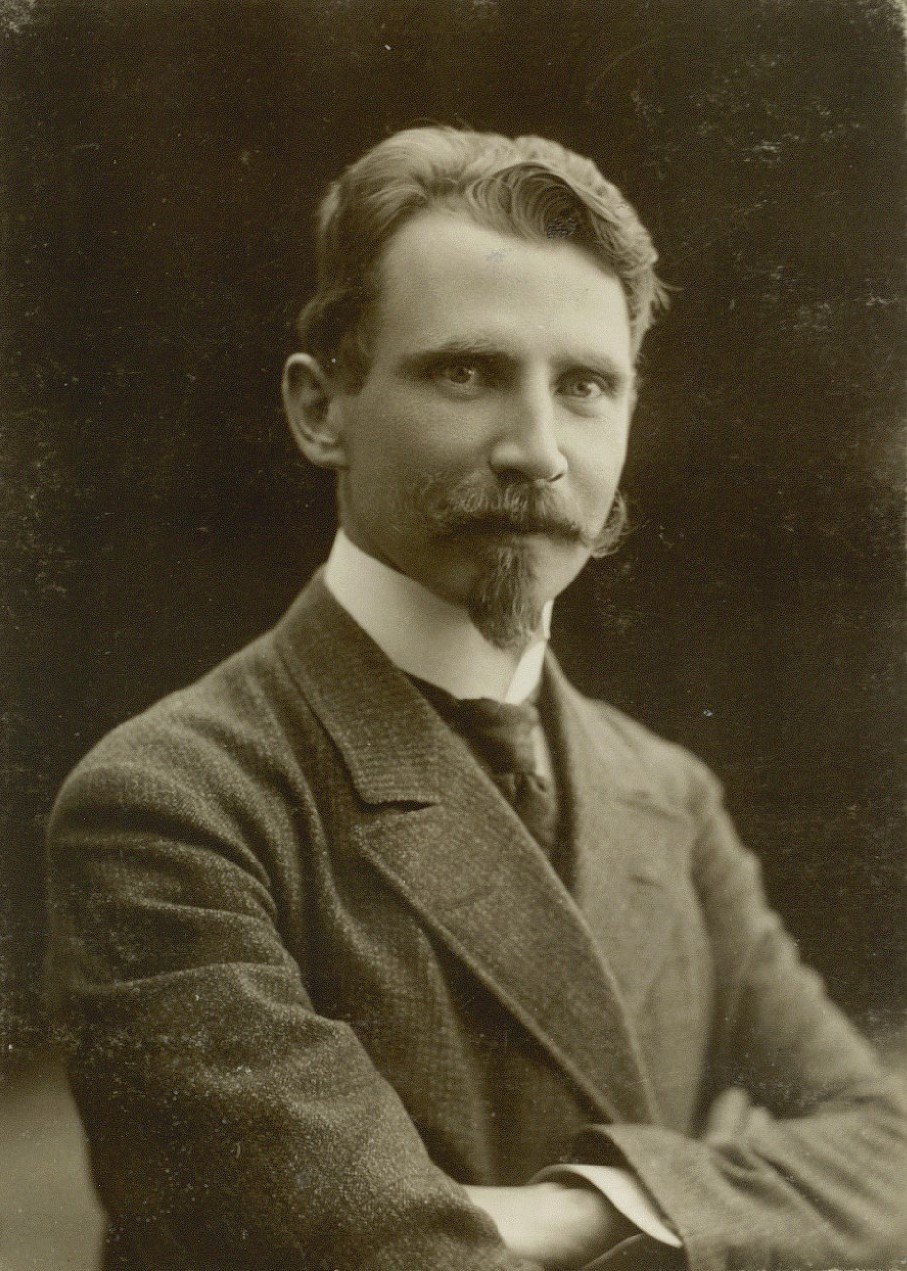
Ludvig Mylius-Erichsen (* 1872)

- 1872: Ludvig Mylius-Erichsen, dänischer Grönlandforscher
- 1873: Max Adler, österreichischer Soziologe
- 1873: Betty Hirsch, deutsche Blinden- und Sprachlehrerin
- 1874: Gottfried de Purucker, US-amerikanischer Journalist und Theosoph
- 1875: Thomas Burke, US-amerikanischer Leichtathlet
- 1875: Maria Forescu, rumänische Operettensängerin und Filmschauspielerin

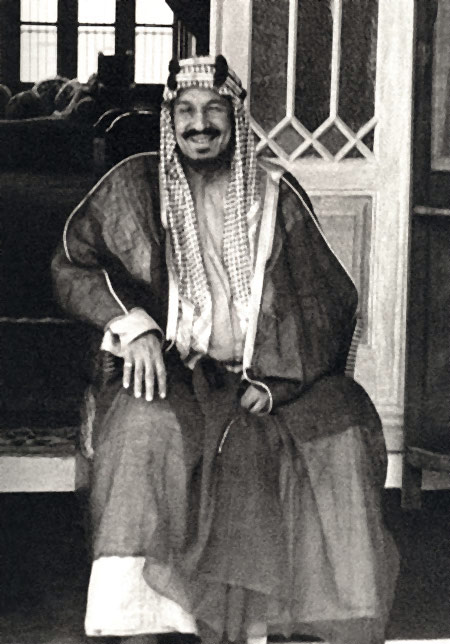
Abd al-Aziz ibn Saud (* 1875)

- 1875: Abd al-Aziz ibn Saud, Gründer und König des modernen Königreichs Saudi-Arabien
- 1876: Willem van der Woude, niederländischer Mathematiker
- 1877: Lewis M. Terman, US-amerikanischer Psychologe
- 1878: Rudolf Marcuse, deutscher Bildhauer
- 1879: Benedikt Kreutz, zweiter Präsident des Deutschen Caritasverbandes
- 1880: Rita Sacchetto, deutsche Tänzerin und Schauspielerin

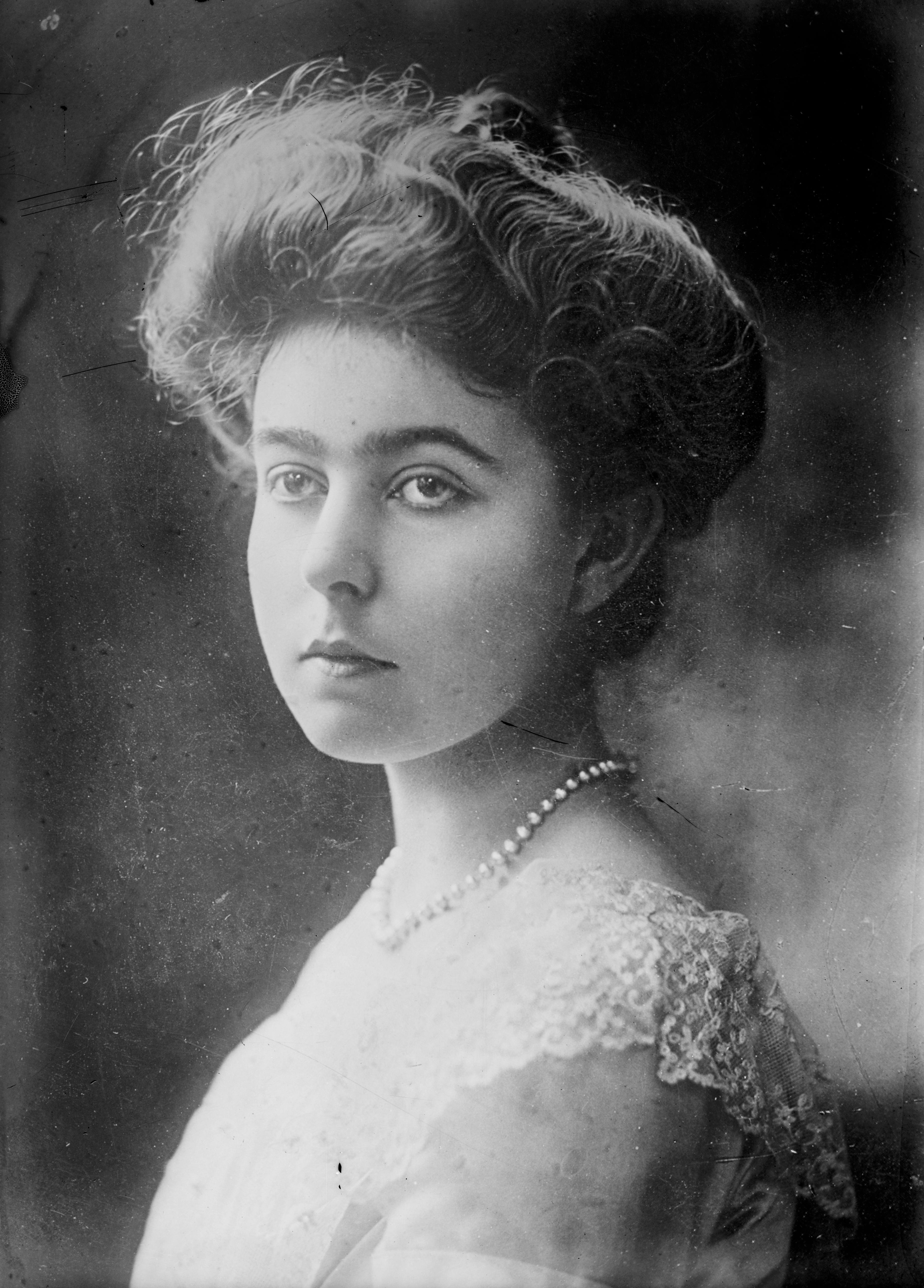
Margaret of Connaught (* 1882)

- 1882: Margaret of Connaught, Kronprinzessin von Schweden
- 1882: Kawada Jun, japanischer Lyriker und Wirtschaftsmanager
- 1882: Rudolf Smend, deutscher Staats- und Kirchenrechtler
- 1882: Florian Znaniecki, polnischer Soziologe und Philosoph
- 1883: Heinrich Roman Abt, Schweizer Politiker
- 1883: Carlo Colombi, Schweizer Ingenieur und Hochschullehrer
- 1884: Erwin Jacobi, deutscher Staats- und Kirchenrechtler
- 1885: Lorenz Böhler, österreichischer Chirurg
- 1886: Raymond de Tornaco, belgischer Automobilrennfahrer
- 1886: Jenő Károly, ungarischer Fußballspieler und -trainer
- 1886: Harrie Kuneman, niederländischer Fußballspieler
- 1886: Ite Liebenthal, deutsche Lyrikerin, Opfer des Holocaust
- 1887: Willy Seidel, deutscher Schriftsteller
- 1889: Walter Serner, böhmischer Essayist, Schriftsteller und Dadaist
- 1890ː Marie Luise Droop, deutsche Autorin, Filmregisseurin und Filmproduzentin
- 1891: Ray Chapman, US-amerikanischer Baseballspieler
- 1891: Ossip Emiljewitsch Mandelstam, russischer Dichter
- 1892: Hobey Baker, US-amerikanischer Eishockeyspieler
- 1892: Frank Hutchens, neuseeländischer Komponist
- 1892: Rex Ingram, irisch-amerikanischer Filmregisseur
- 1893: Dorothea Hillmann, Pädagogin, Schulleiterin, Kommunalpolitikerin
- 1893: Erwin Otto Marx, deutscher Erfinder des Marx-Generators
- 1893: Ivor Novello, britischer Entertainer
- 1893: Maria Alice von Österreich-Teschen, Erzherzogin aus dem Hause Habsburg-Lothringen

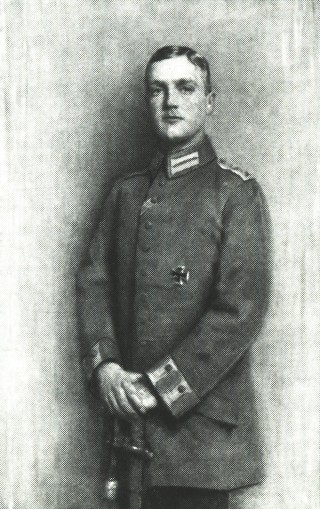
Kronprinz Georg von Sachsen (* 1893)

- 1893: Georg von Sachsen, letzter Kronprinz von Sachsen, katholischer Priester und Jesuit
- 1894: José Luis Bustamante y Rivero, peruanischer Präsident
- 1895: Henri Anet, Schweizer Politiker
- 1895: Hugo Hantsch, österreichischer Benediktiner, Universitätsprofessor und Historiker, NS-Opfer
- 1895: Geo Milew, bulgarischer Literaturkritiker und Dichter
- 1896: Maurice Faure, französischer Flieger und Autorennfahrer
- 1895: Artturi Ilmari Virtanen, finnischer Biochemiker, Mitbegründer der Ernährungswissenschaften und der Lebensmittelchemie, Nobelpreisträger
- 1896: Jacobo Ficher, argentinischer Komponist, Violinist und Dirigent ukrainisch-russischer Herkunft
- 1897: Xu Zhimo, chinesischer Dichter
- 1898: Hans Kippenberger, deutscher Politiker
- 1898: Martha Saalfeld, deutsche Lyrikerin
- 1900: Karlheinz Arens, deutscher Schriftsteller und Dramaturg
- 1900: Ella Auerbach, deutsche Juristin
- 1900: Adolf Blomeyer, deutscher Landwirt und Politiker
- 1900: William Heinesen, Dichter, bildender Künstler und Komponist der Färöer

### 20. Jahrhundert

#### 1901–1925
- 1901: Guido Schmidt, österreichischer Diplomat und Politiker
- 1902: Saud ibn Abd al-Aziz, König von Saudi-Arabien
- 1902: Nâzım Hikmet, türkischer Dichter
- 1904: Jim Bowdoin, US-amerikanischer American-Football-Spieler
- 1904: Ludvík Frejka, tschechischer Politiker und Publizist
- 1904: Oscar Fritz Schuh, deutscher Theater- und Opernregisseur
- 1905: Marian Abramski, polnisches Opfer des Nationalsozialismus
- 1905: Leo Oskarowitsch Arnstam, sowjetischer Filmregisseur und Autor
- 1906: Alessandro Cicognini, italienischer Filmkomponist
- 1906: Alfred Maleta, österreichischer Politiker, Nationalratspräsident

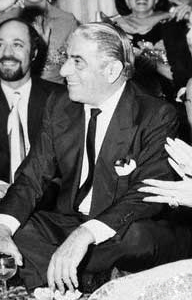
Aristoteles Onassis (* 1906)

- 1906: Aristoteles Onassis, griechischer Reeder
- 1906: Edna Staebler, kanadische Schriftstellerin
- 1907: Janusz Kusociński, polnischer Leichtathlet
- 1908: Edward Teller, US-amerikanischer Physiker
- 1909: Arthur Glenn Andrews, US-amerikanischer Politiker
- 1909: Jean Bugatti, französisch-italienischer Testfahrer, Automobildesigner und -fabrikant
- 1909: Enrique Casal Chapí, spanischer Komponist
- 1909: Gene Krupa, US-amerikanischer Jazz- und Big-Band-Schlagzeuger
- 1909: Elie Siegmeister, US-amerikanischer Komponist
- 1910: Marek Fisz, polnischer Mathematiker
- 1911: Willi Billmann, deutscher Fußballspieler
- 1911: August Blumensaat, deutscher Leichtathlet
- 1911: Nasib Gajasowitsch Schiganow, russischer Komponist
- 1912: Michel Debré, französischer Politiker
- 1912: Horace Lindrum, australischer Snooker- und Billardspieler
- 1913: Lloyd Bridges, US-amerikanischer Schauspieler
- 1913: Hans Caninenberg, deutscher Schauspieler und Schriftsteller
- 1913: Alexander Iwanowitsch Marinesko, sowjetischer U-Boot-Kommandant
- 1914: Albrecht Achilles, deutscher U-Boot-Kommandant

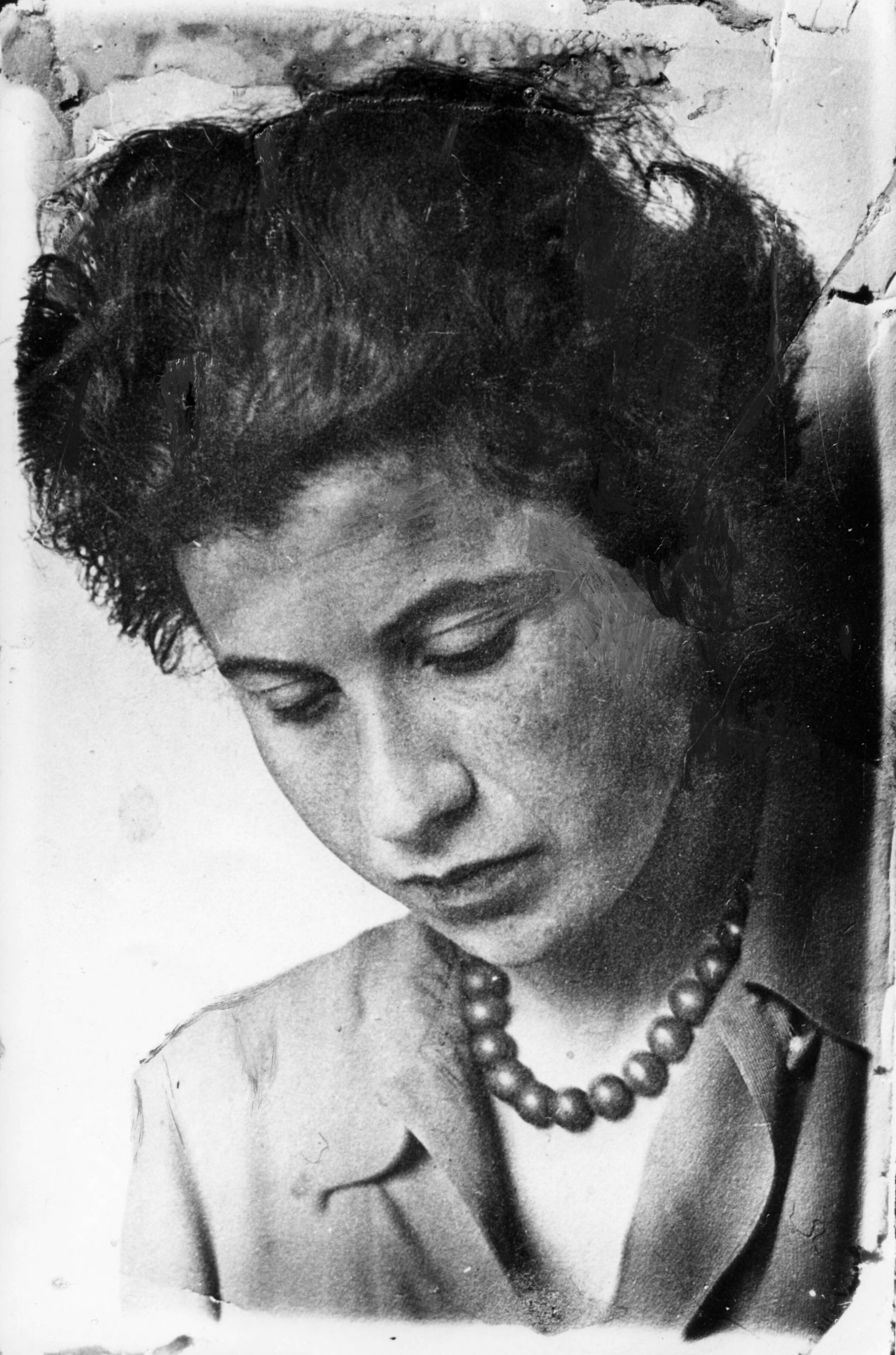
Etty Hillesum (* 1914)

- 1914: Etty Hillesum, niederländisch-jüdische Lehrerin, Opfer des Nationalsozialismus
- 1914: Gyula Kluger, ungarischer Schachspieler
- 1914: Koyama Kiyoshige, japanischer Komponist
- 1914: René Le Bègue, französischer Automobilrennfahrer
- 1914: Harry Mehlhose, deutscher Mittelstreckenläufer
- 1914: Hugh Trevor-Roper, britischer Historiker
- 1915: Mikołaj Antonowicz, Sohn des Gardeoffiziers Georg Graf Antonowicz Andrault de Buy
- 1916: Maurice Bavaud, Schweizer Seminarist, Hitler-Attentäter
- 1916: Christel Peters, deutsche Fernseh- und Theaterschauspielerin
- 1916: Denise Soriano, französische Geigerin
- 1917: Anton Hänggi, Bischof von Basel
- 1918: Diana Barnato Walker, britische Pilotin
- 1918: Edouard Gagnon, kanadischer Kardinal

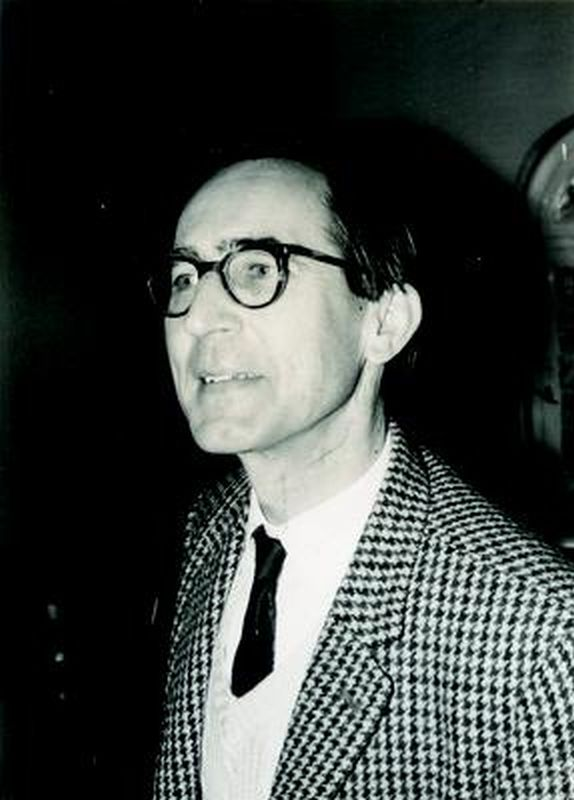
David George Kendall (* 1918)

- 1918: David George Kendall, britischer Statistiker, Autorität der Angewandten Wahrscheinlichkeit und der Datenanalyse
- 1918: Vicente de la Mata, argentinischer Fußballspieler
- 1918: Gamal Abdel Nasser, ägyptischer Offizier, Ministerpräsident, Staatspräsident
- 1919: Heinz Bethge, deutscher Physiker
- 1919: Maurice Herzog, französischer Bergsteiger und Politiker
- 1920: Bob Davies, US-amerikanischer Basketballspieler
- 1920: Melvin Lasky, US-amerikanischer Publizist
- 1920: John Joseph O’Connor, Erzbischof von New York und Kardinal
- 1920: Gertrude Pritzi, österreichische Tischtennisspielerin
- 1921: Jan Groth, polnischer Schauspieler
- 1921: Edward Statkiewicz, polnischer Geiger und Musikpädagoge
- 1921: Rudolf Wildenmann, deutscher Politikwissenschaftler
- 1922: Jake Colhouer, US-amerikanischer American-Football-Spieler
- 1922: Franz Fühmann, deutscher Schriftsteller
- 1922: Paul Casimir Marcinkus, katholischer Erzbischof, Präsident der Vatikanbank
- 1922: Hans-Reinhard Müller, deutscher Schauspieler, Regisseur und Intendant
- 1923: Hans-Joachim Arndt, deutscher Politikwissenschaftler
- 1924: Jean-Marie Brussin, französischer Automobilrennfahrer und Industrieller
- 1924: Lothar Krall, deutscher Politiker
- 1924: Jean-Bertrand Pontalis, französischer Philosoph und Psychoanalytiker
- 1924: Georg Ratzinger, deutscher Geistlicher und Kirchenmusiker
- 1925: Ernst Benda, deutscher Jurist, Politiker, MdL, MdB, Bundesminister, Präsident des Bundesverfassungsgerichts
- 1925: Lisbeth Frandsen, dänische Schauspielerin und Hörfunkmoderatorin
- 1925: Stefan Langen, deutscher Fußballspieler

#### 1926–1950
- 1926: Abdus Samad Azad, bengalischer Politiker
- 1926: Guido Baumann, Schweizer Journalist und Fernsehmoderator
- 1926: Karl-Alfred Jacobsson, schwedischer Fußballspieler
- 1926: Maria Schell, österreichisch-schweizerische Schauspielerin
- 1927: Walter Schneider, deutscher Motorradrennfahrer
- 1928: François Pantillon, Schweizer Chorleiter und Komponist
- 1929: Paul Fredrik Karl Åström, schwedischer Archäologe

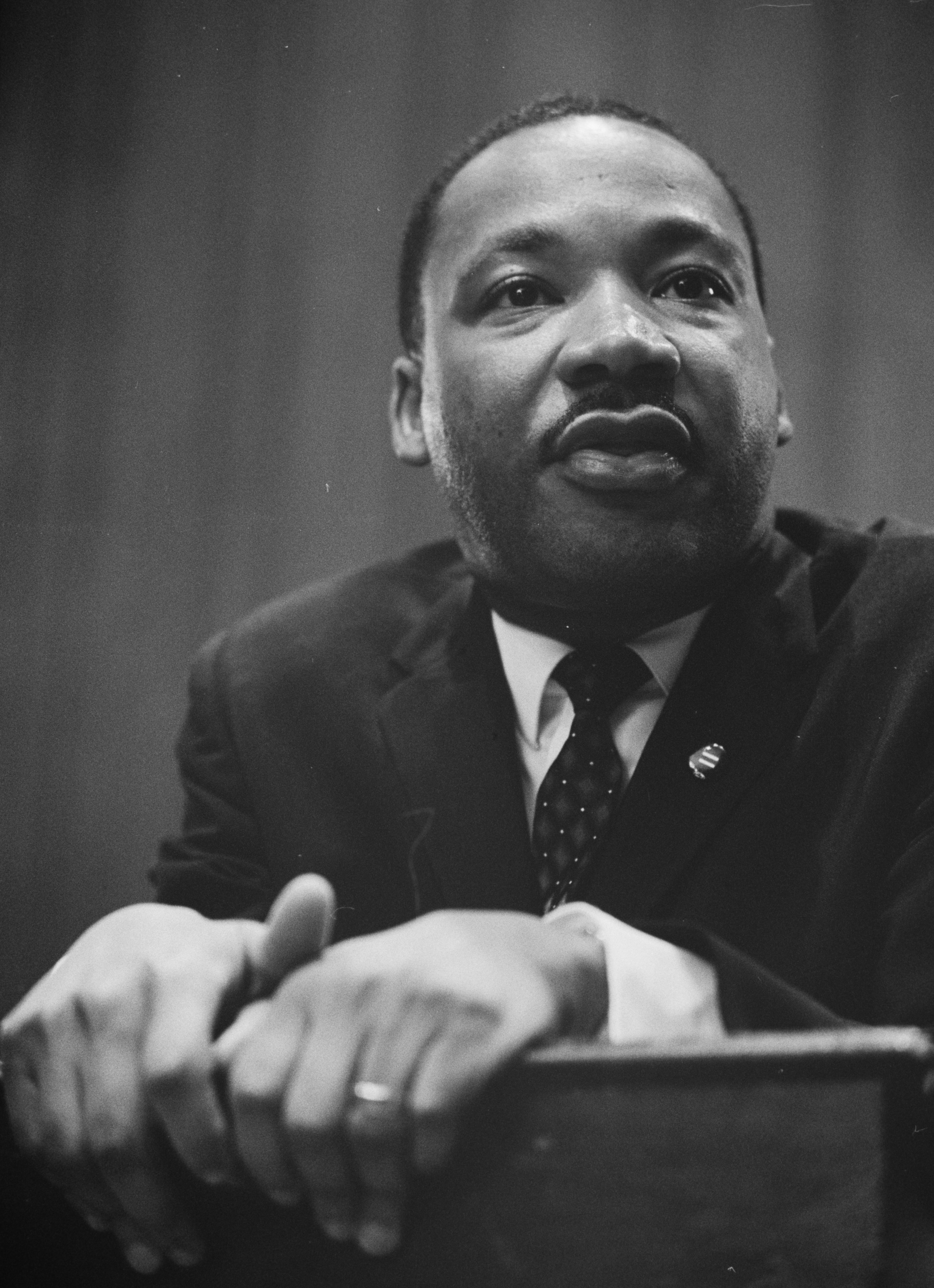
Martin Luther King (* 1929)

- 1929: Martin Luther King, US-amerikanischer Baptistenpastor und Bürgerrechtler, Friedensnobelpreisträger
- 1929: Teizō Matsumura, japanischer Komponist
- 1929: Günther Winkler, österreichischer Jurist und Universitätsprofessor
- 1930: Hédi Baccouche, tunesischer Politiker
- 1930: Michel Chapuis, französischer Organist
- 1930: Earl Hooker, US-amerikanischer Bluesmusiker
- 1930: John Unnerud, norwegischer Rallyefahrer
- 1931: Lee Bontecou, US-amerikanische Künstlerin
- 1931: Günther Grabbert, deutscher Theaterschauspieler
- 1931: Derek Meddings, US-amerikanischer Spezialist für Spezialeffekte und Modelle
- 1931: Fritz Peter Schäfer, deutscher Professor für Laserphysik
- 1932: Lou Jones, US-amerikanischer Sprinter
- 1932: Kenny Parchman, US-amerikanischer Rockabilly-Musiker
- 1932: Dean Smith, US-amerikanischer Sprinter und Footballspieler
- 1934: Mário de Araújo Cabral, portugiesischer Automobilrennfahrer
- 1934: Hans-Wilhelm Ebeling, Minister für wirtschaftliche Zusammenarbeit der DDR
- 1935: Marcos Aguinis, argentinischer Neurochirurg und Schriftsteller
- 1935: Pablo Ferro, kubanischer Filmtiteldesigner und Comiczeichner
- 1935: Malcolm Frager, US-amerikanischer Pianist
- 1935: Luigi Radice, italienischer Fußballspieler und -trainer
- 1935: Artemije Radosavljević, Bischof der serbisch-orthodoxen Eparchie Raszien-Prizre
- 1935: Heinz Siebeneicher, deutscher Radio- und Fernsehmoderator
- 1935: Robert Silverberg, US-amerikanischer Science-Fiction-Autor
- 1935: Alfons Zschockelt, deutscher Jazzmusiker und Richter
- 1937: Margaret O’Brien, US-amerikanische Schauspielerin
- 1939: Per Ahlmark, schwedischer Schriftsteller und Politiker
- 1939: Osman Duraliew, bulgarischer Ringer
- 1939: Hartmut Geerken, deutscher Musiker, Schriftsteller, Komponist, Publizist, Hörspielautor und Filmemacher
- 1940: Hans Herbert Böhrs, deutscher Musiker, Komiker, Radiomoderator und Schauspieler
- 1940: Jaune Quick-to-See Smith, amerikanische indigene Künstlerin und Aktivistin
- 1941: Captain Beefheart, US-amerikanischer Rock- und Bluesmusiker
- 1941: Ekkehard König, deutscher Philologe
- 1941: Klaus Reinhardt, deutscher General
- 1942: Jacques Coulon, französischer Automobilrennfahrer
- 1942: Werner Görts, deutscher Fußballspieler
- 1942ː Evelyn Grill, österreichische Schriftstellerin
- 1942: Gaetano Salvemini, italienischer Fußballspieler und -trainer

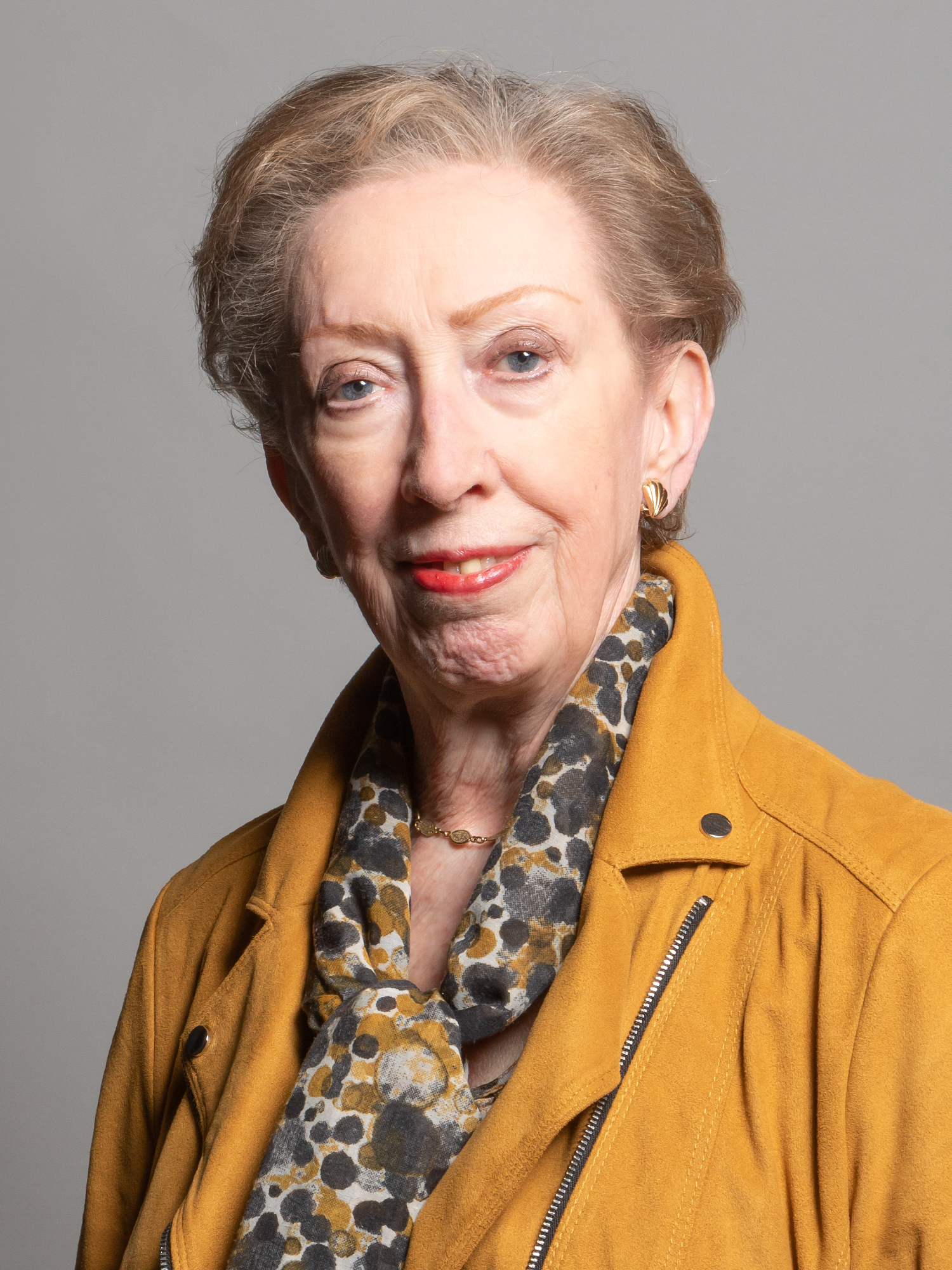
Margaret Beckett (* 1943)

- 1943: Margaret Beckett, britische Politikerin
- 1943: Michael Hayden, kanadischer Bildhauer
- 1943: Günter Maschke, deutscher Schriftsteller und Publizist
- 1944: Lothar Abend, deutscher Boxer
- 1944: Jenny Nimmo, britische Schriftstellerin
- 1945: Christian Anders, österreichischer Schlagersänger
- 1945: Rolf Beck, deutscher Dirigent, Chorleiter und Intendant
- 1945: Herwig Haase, deutscher Politiker und Wissenschaftler
- 1945: Alis Koekkoek, niederländischer Politiker
- 1945: Ingrid Psimmas, deutsche Politikerin, Mitglied des bayrischen Landtags, LGBT-Aktivistin
- 1945: Manfred Weidmann, deutscher Fußballspieler
- 1946: Peter Bronkhorst, niederländischer Aktivist
- 1947: Baikida Carroll, US-amerikanischer Jazztrompeter und Komponist

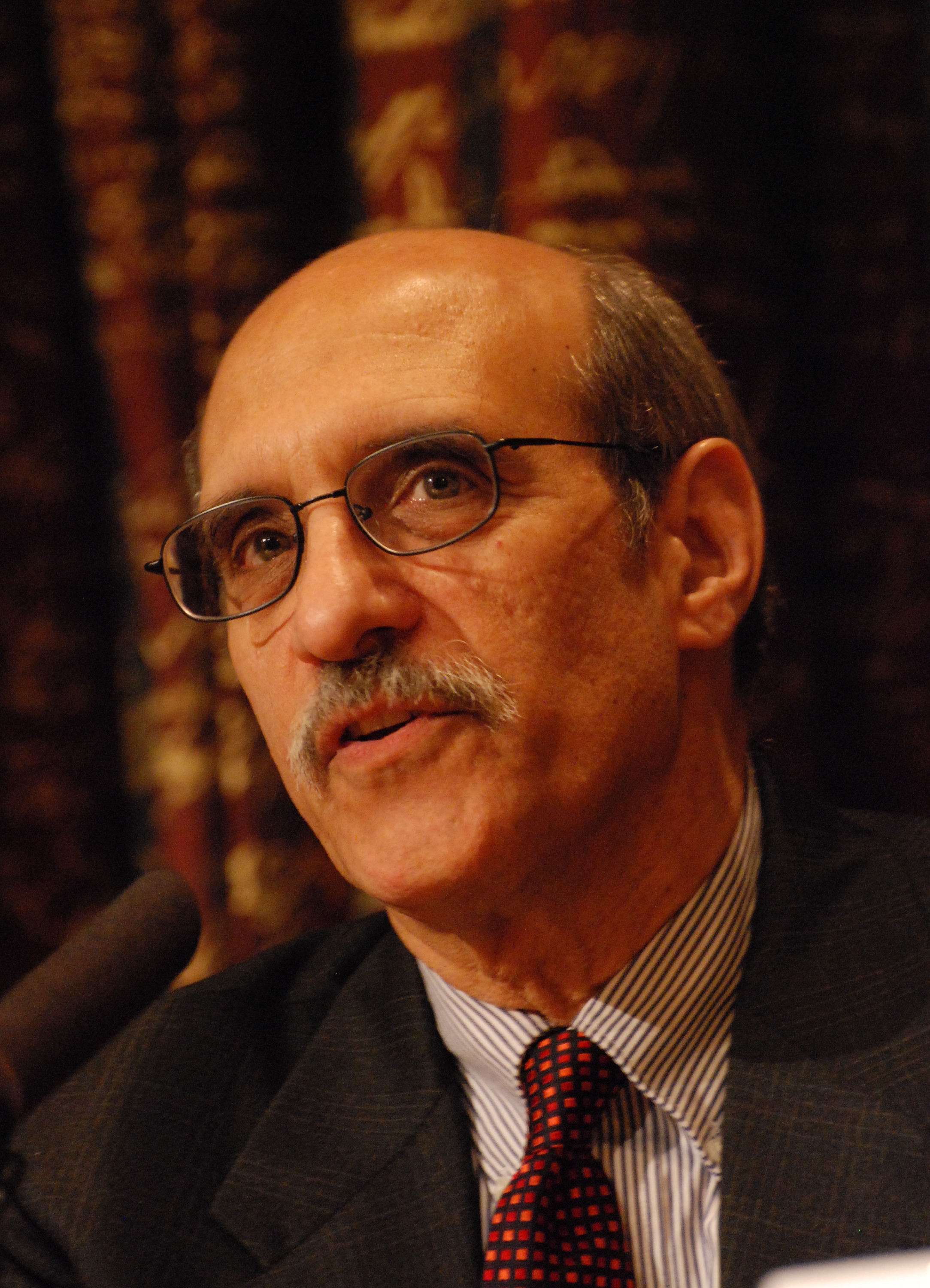
Martin Chalfie (* 1947)

- 1947: Martin Chalfie, US-amerikanischer Biologe, Nobelpreisträger
- 1947: José Juncadella, spanischer Automobilrennfahrer und Unternehmer
- 1947: Jonas Liaučius, litauischer Jurist, Rechtsanwalt und Politiker
- 1947: Michael Schanze, deutscher Sänger, Buchautor und Fernsehmoderator
- 1947: Veronica Tennant, kanadische Tänzerin und Choreographin
- 1948: Diego Martel, spanischer Schwimmer
- 1948: Ronnie Van Zant, US-amerikanischer Musiker
- 1949: Arnold Beck, liechtensteinischer Skirennläufer
- 1949: Franz Xaver Bogner, deutscher Regisseur
- 1949: Manuel Cáceres, spanischer Fußballfan
- 1949: Götz-Werner von Fromberg, deutscher Sportfunktionär
- 1949: Götz Kauffmann, österreichischer Schauspieler, Kabarettist und Buchautor
- 1949: Manolo el del Bombo, spanischer Fußballfan und Einheizer
- 1949: Peter Terrid, deutscher Schriftsteller
- 1950: Uli Frommer, deutscher Fußballspieler
- 1950: Rudi Rauer, deutscher Handballspieler
- 1950: Kurt Schulzke, deutscher Pop-Art-Künstler
- 1950: Marius Trésor, französischer Fußballspieler

#### 1951–1975
- 1951: Biff Byford, englischer Rockmusiker (Saxon)
- 1951: Sharon Doucet, US-amerikanische Schriftstellerin
- 1951: Rolf-Josef Eibicht, deutscher Publizist
- 1951: Christoph Eymann, Schweizer Politiker
- 1951: Jevgenij Iršai, slowakischer Komponist und Pianist

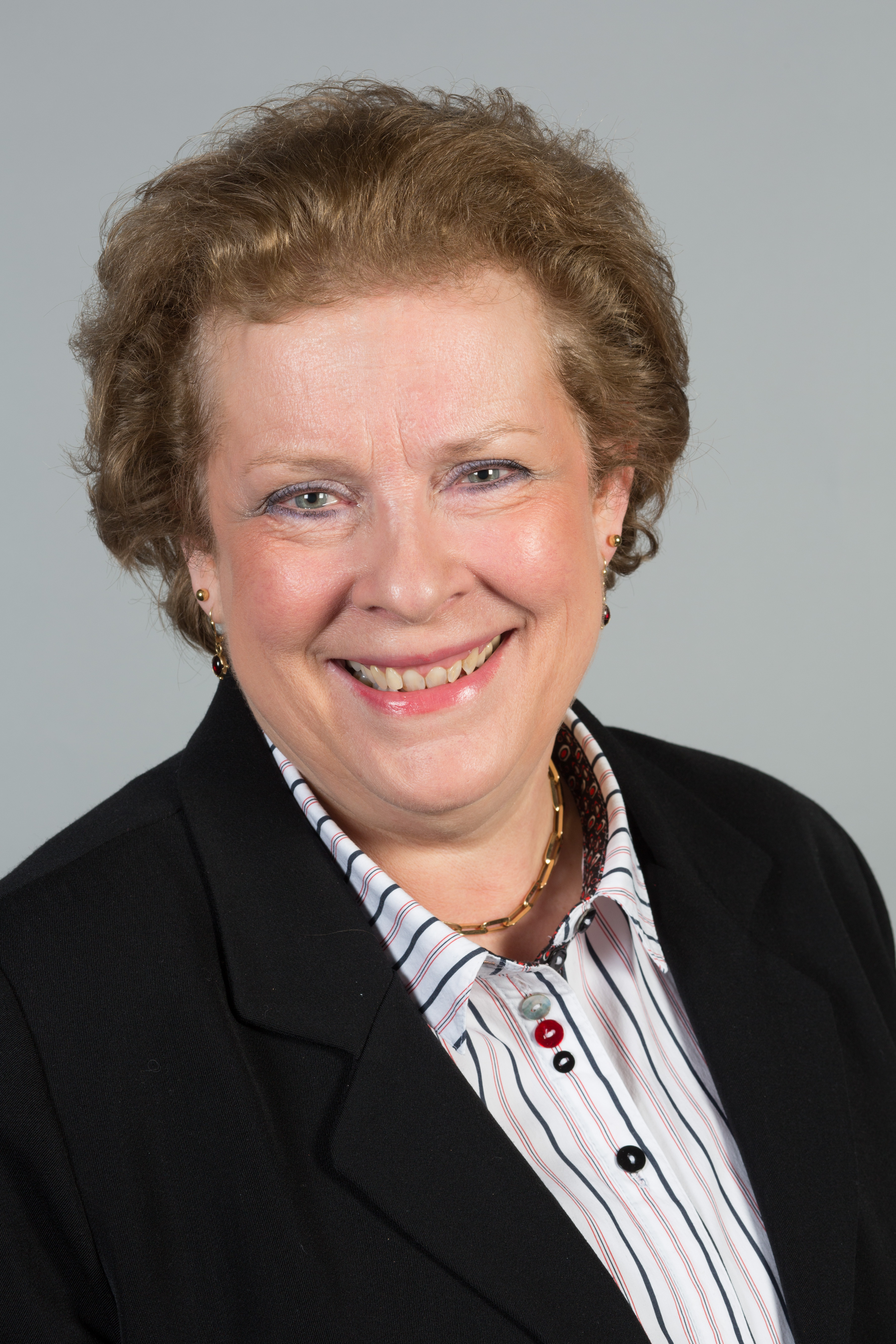
Catherine Trautmann (* 1951)

- 1951: Catherine Trautmann, französische Politikerin
- 1951: Gisela Helmecke, deutsche Kunsthistorikerin
- 1952: Juan Antonio Ahuntchain Alles, uruguayischer Fußballtrainer und Fußballspieler
- 1952: Boris Blank, Schweizer Musiker
- 1952: Andrzej Fischer, polnischer Fußballspieler
- 1952: Michail Steinberg, sowjetischer Schachmeister
- 1952: Sylvia Kabus, deutsche Regisseurin, Autorin und Journalistin
- 1953: Jürgen Pomorin, deutscher Journalist, Schriftsteller und Drehbuchautor
- 1953: Ghislaine Royer-Souef, französische Fußballspielerin
- 1953: Randy White, US-amerikanischer American-Football-Spieler
- 1953: Kent Hovind, US-amerikanischer Kreationist
- 1954: Peter Krobbach, deutscher Fußballspieler
- 1954: Nikolaos Sarganis, griechischer Fußballspieler
- 1954: Josef Weikl, deutscher Fußballspieler
- 1955: Felix Abt, Schweizer Unternehmer
- 1955: Mike Baldwin, US-amerikanischer Motorradrennfahrer
- 1955: Thierry Breton, französischer Beamter und Politiker
- 1955: Dieter Focke, deutscher Politiker
- 1955: Andreas Gursky, deutscher Fotograf
- 1955: Eva-Maria Houben, deutsche Komponistin, Organistin, Pianistin und Musikwissenschaftlerin
- 1956: Johannes Beilharz, deutscher Schriftsteller, Übersetzer, Maler
- 1956: Matthias Eisenberg, deutscher Organist, Cembalist und Kirchenmusiker
- 1956: Jorge Fandermole, argentinischer Cantautor
- 1956: Lee Hee-wan, Trainer der deutschen Volleyball-Nationalmannschaft der Frauen
- 1957: Michael Ausserwinkler, österreichischer Mediziner und Politiker

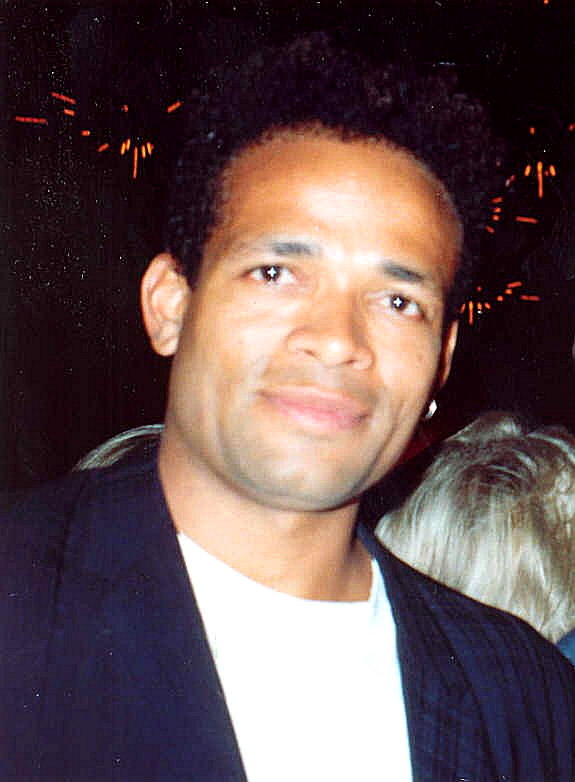
Mario van Peebles (* 1957)

- 1957: Mario van Peebles, Schauspieler und Regisseur
- 1958: Silvano Contini, italienischer Radrennfahrer
- 1958: Adramé Ndiaye, senegalesischer Basketballspieler
- 1958: Boris Tadić, serbischer Politiker und ehemaliger Staatspräsident
- 1959: Kenny Easley, US-amerikanischer American-Football-Spieler
- 1959: Josip Juratovic, deutscher Politiker
- 1960: Kelly Adam Asbury, US-amerikanischer Regisseur und Drehbuchautor
- 1960: Ralph Herforth, deutscher Schauspieler
- 1960: Aaron Jay Kernis, US-amerikanischer Komponist

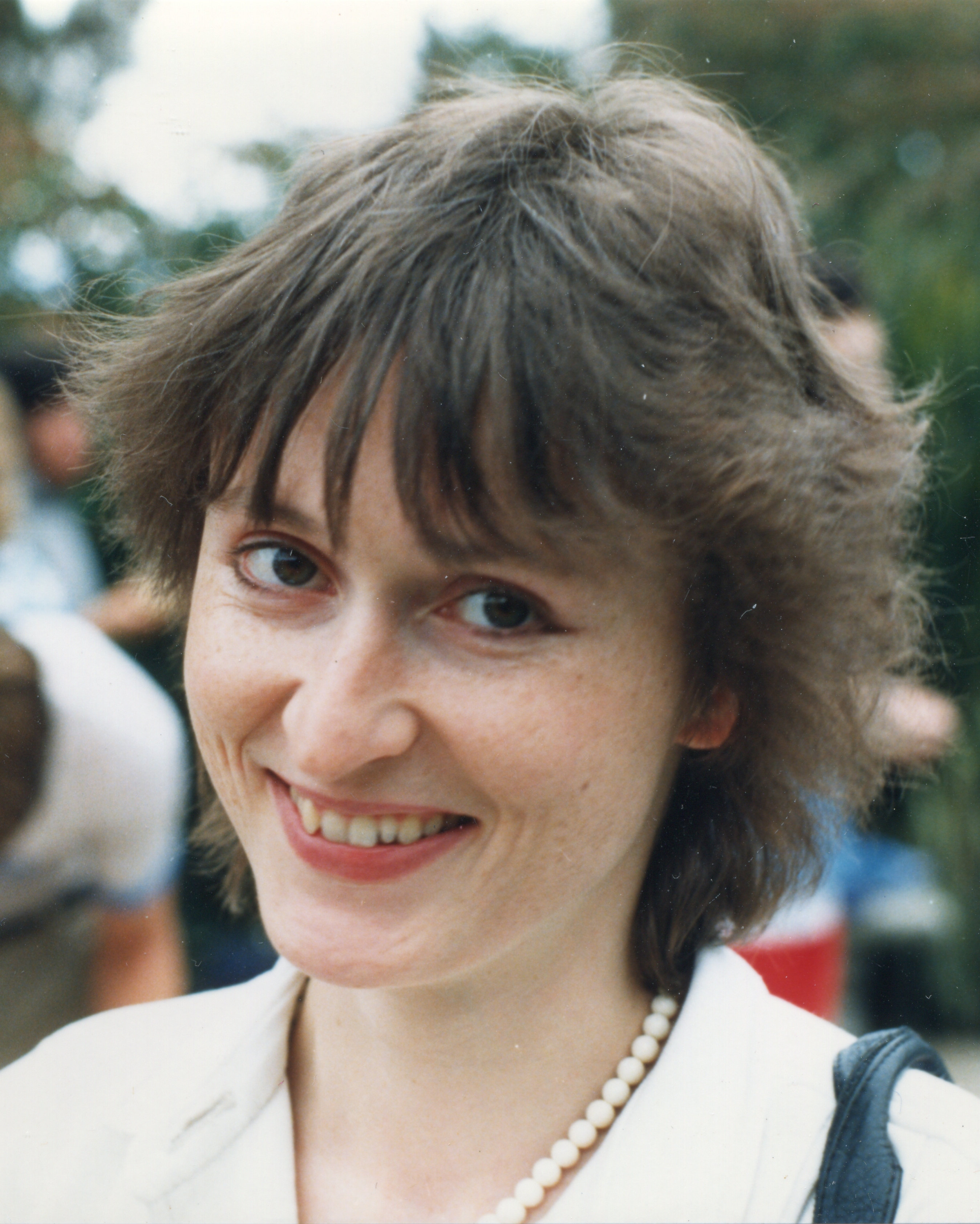
Ursula Hamenstädt (* 1961)

- 1961: Ursula Hamenstädt, deutsche Mathematikerin
- 1962: Margherita Buy, italienische Schauspielerin
- 1962: Horst Lichter, deutscher Koch, Autor und Moderator
- 1962: Frédéric Lordon, französischer Soziologe und Wirtschaftswissenschaftler
- 1962: Christina Schindler, deutsche Filmregisseurin, Drehbuchautorin und Filmproduzentin
- 1962: Richard Seeber, österreichischer Politiker, MdEP
- 1962: Jan Stejskal, tschechischer Fußballspieler
- 1963: Mathias Döpfner, deutscher Manager
- 1963: Tomasz Gwinciński, polnischer Gitarrist, Perkussionist und Komponist
- 1963: Erling Kagge, norwegischer Rechtsanwalt und Abenteurer
- 1963: Conrad Lant, britischer Bassist und Sänger
- 1963: Rick Nasheim, kanadischer Eishockeyspieler

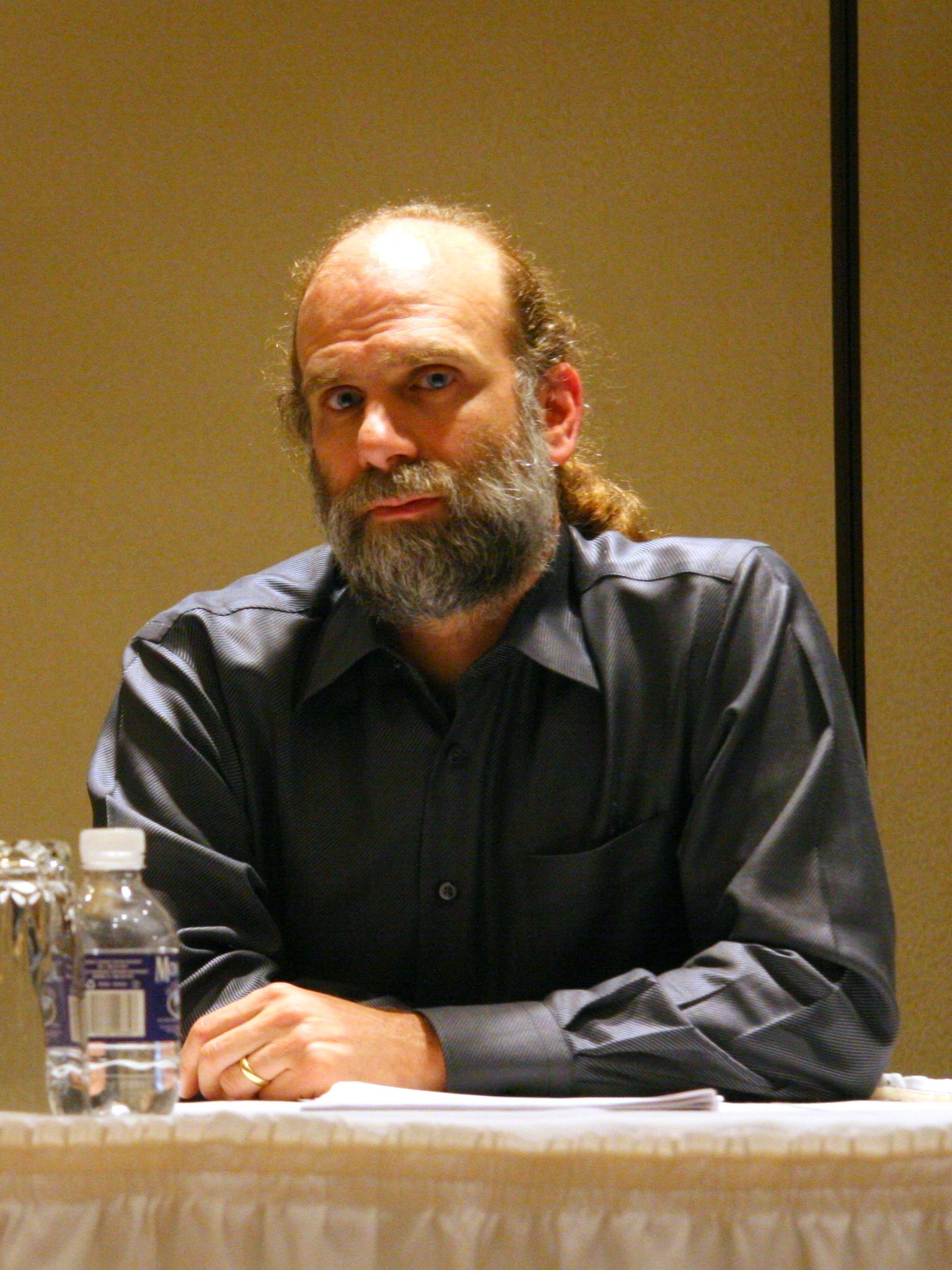
Bruce Schneier (* 1963)

- 1963: Bruce Schneier, US-amerikanischer Mathematiker, Kryptologe und Sachbuchautor
- 1963: Katrin Weber, deutsche Sängerin und Musicaldarstellerin, Schauspielerin und Kabarettistin
- 1963: Aleksander Wojtkiewicz, polnisch-US-amerikanischer Schachspieler
- 1965: Derek B, britischer Rapper und Hip-Hop-Produzent
- 1965: Markus Ferber, deutscher Politiker
- 1965: Maurizio Fondriest, italienischer Radrennfahrer
- 1965: Bernard Hopkins, US-amerikanischer Boxer
- 1965: Adam Jones, Gitarrist der progressiven Rockband Tool
- 1965: James Nesbitt, britischer Schauspieler
- 1965: Andreas Schulze, deutscher Tierfilmer, Biologe und Germanist
- 1965: Andrea Wolf, linksradikale Aktivistin
- 1966: Rommel Fernández, panamaischer Fußballspieler
- 1968: Martin Schmitt, deutscher Pianist, Sänger, Entertainer, Komponist und Texter

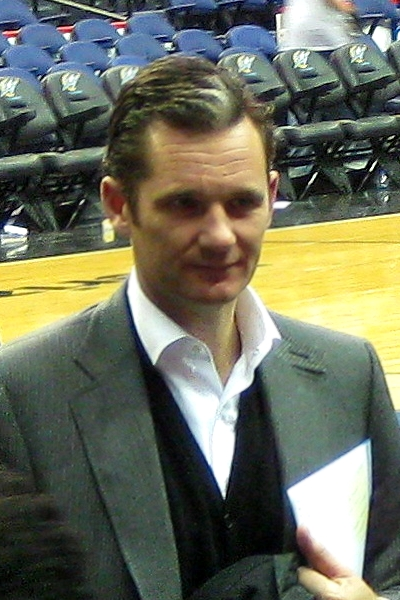
Iñaki Urdangarin (* 1968)

- 1968: Iñaki Urdangarin, Handballspieler, Herzog von Palma
- 1969: Meret Becker, deutsche Schauspielerin und Sängerin
- 1969: Wita Pawlysch, ukrainische Leichtathletin
- 1969: Bo Van Der Werf, belgischer Musiker
- 1969: Wolfram Zöttl, österreichischer Kameramann, Film- und Medienproduzent und Eventdramaturg
- 1970: Daniel Borimirow, bulgarischer Fußballspieler
- 1970: Shane McMahon, US-amerikanischer Unternehmer und Wrestler
- 1970: Hannes Raffaseder, österreichischer Komponist und Musiker
- 1970: Joachim Stadler, deutscher Fußballspieler
- 1970: Oktay Urkal, deutscher Boxer
- 1971: Isabel Florido, Schweizer Schauspielerin
- 1971: Regina King, US-amerikanische Schauspielerin
- 1972: Murat Aslanoğlu, deutscher Muslim
- 1972: Nicolas Burtin, französischer Skirennläufer
- 1972: Shelia Burrell, US-amerikanische Leichtathletin
- 1972: Yang Yong-eun, südkoreanischer Profigolfer
- 1973: Aurélie Dupont, französische Balletttänzerin
- 1973: Tomáš Galásek, tschechischer Fußballspieler
- 1974: Adam Ledwoń, polnischer Fußballspieler
- 1974: Stefan Rudolf, deutscher Schauspieler
- 1975: Srikerd Anurak, thailändischer Fußballspieler
- 1975: Mary Pierce, französische Tennisspielerin

#### 1976–2000

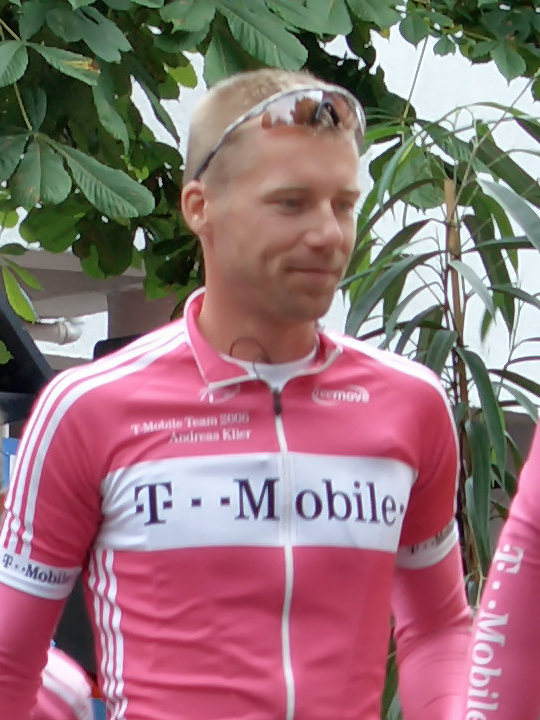
Andreas Klier (* 1976)

- 1976: Andreas Klier, deutscher Radrennfahrer
- 1976: Drago Grubelnik, slowenischer Skirennläufer
- 1977: Giorgia Meloni, italienische Politikerin und Journalistin, Ministerpräsidentin
- 1977: Marja Vis, niederländische Eisschnellläuferin
- 1977: Pamela Zoellner, deutsche Eisschnellläuferin
- 1978: Jerry Ahrlin, schwedischer Skilangläufer
- 1978: Pablo Amo, spanischer Fußballspieler
- 1978: Vanessa Baudzus, deutsche Fußballspielerin
- 1978: Kristian Gjessing, dänischer Handballspieler
- 1978: Franco Pellizotti, italienischer Radrennfahrer
- 1978: Holger Loew, deutscher Radsportler
- 1978: Katrin Molkentin, deutsche Politikerin

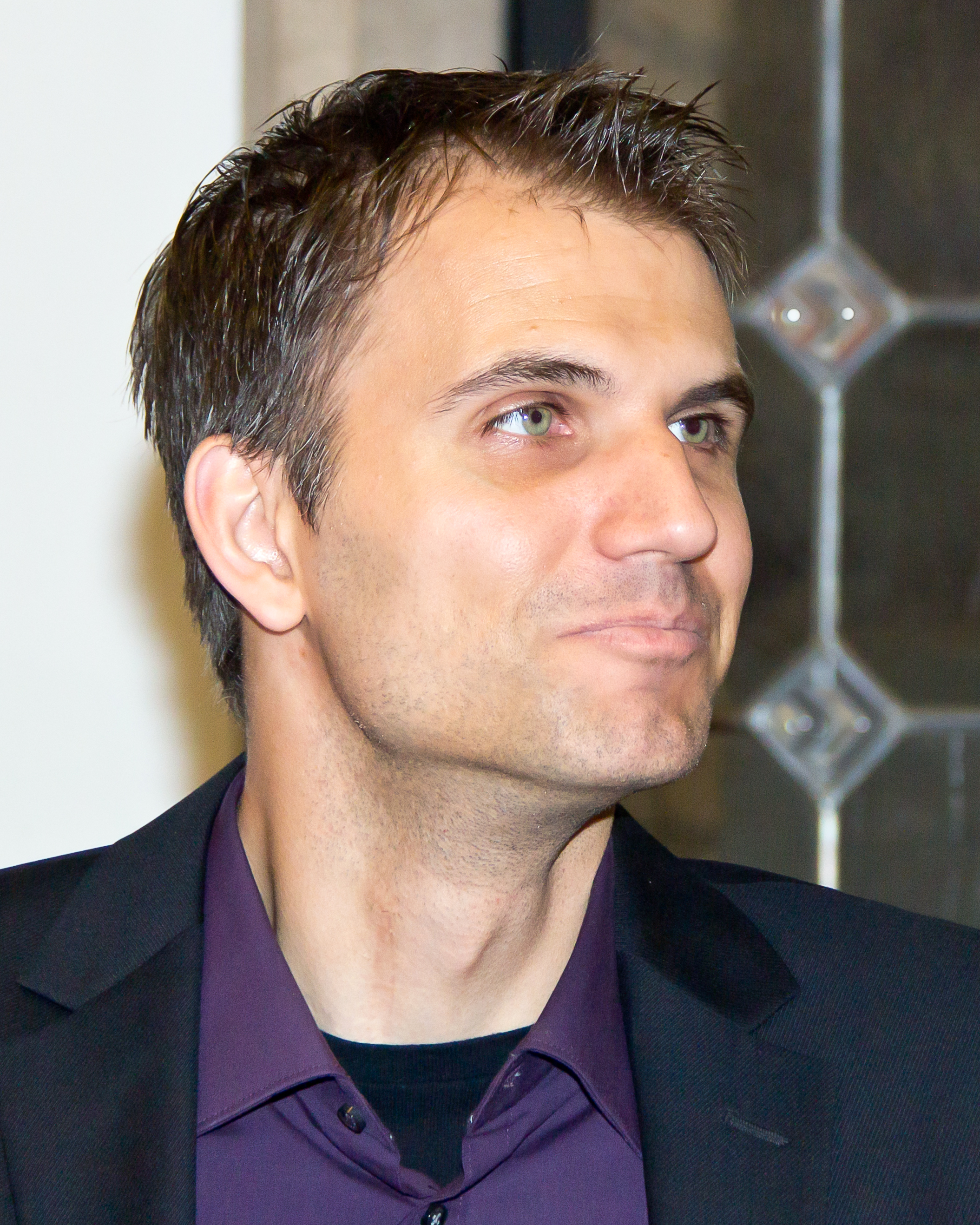
Holger Nikelis (* 1978)

- 1978: Holger Nikelis, deutscher Rollstuhl-Tischtennisspieler
- 1979: Anthony Šerić, kroatischer Fußballspieler
- 1979: Fernando Carreño, uruguayischer Fußballspieler
- 1979: Jonas Ljungblad, schwedischer Radrennfahrer
- 1979: Martin Petrow, bulgarischer Fußballspieler
- 1979: Michael Neumayer, deutscher Skispringer
- 1979: Sascha Göpel, deutscher Schauspieler
- 1979: Sylwia von Wildburg, deutsche Schauspielerin
- 1980: Tommy Adams, US-amerikanischer Basketballspieler
- 1980: Zenita Komad, österreichische Künstlerin
- 1981: Dylan Armstrong, kanadischer Kugelstoßer
- 1981: Howie Day, US-amerikanischer Sänger und Songschreiber
- 1981: El Hadji Diouf, senegalesischer Fußballspieler
- 1981: Vanessa Henke, deutsche Tennisspielerin
- 1981: Marcin Matkowski, polnischer Tennisspieler

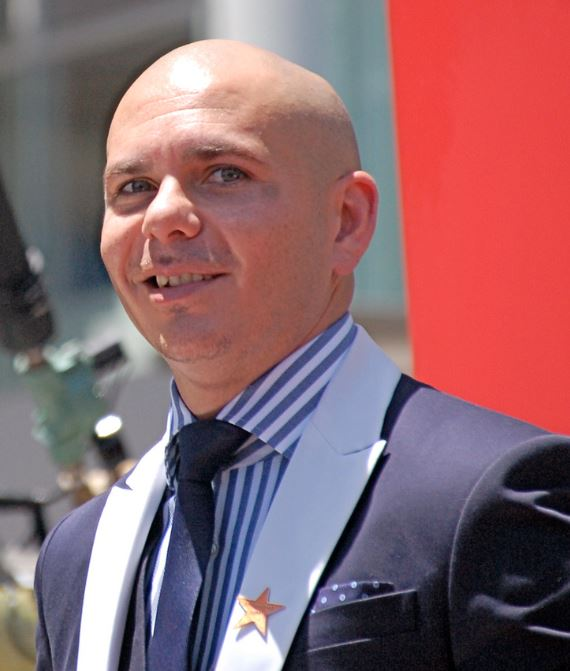
Pitbull (* 1981)

- 1981: Pitbull, US-amerikanischer Rapper
- 1982: Rémi Adiko, ivorischer Fußballspieler
- 1982: Benjamin Agosto, US-amerikanischer Eiskunstläufer
- 1982: Brett Lebda, US-amerikanischer Eishockeyverteidiger
- 1982: Kim Riedle, deutsche Schauspielerin
- 1982: Michael Fritz Schumacher, deutscher Schauspieler
- 1982: Jagoda Szmytka, polnische Komponistin
- 1983: Benjamin Balleret, monegassischer Tennisspieler
- 1983: Emmanuel Chedal, französischer Skispringer
- 1983: Keith Fahey, irischer Fußballspieler
- 1983: Jermaine Pennant, englischer Fußballspieler
- 1983: Sebastian Svärd, dänischer Fußballspieler
- 1983: Hugo Viana, portugiesischer Fußballspieler
- 1984: Megan Jendrick, US-amerikanische Schwimmerin
- 1984: Julia Palmer-Stoll, deutsche Schauspielerin
- 1984: Jan Werle, niederländischer Schachmeister
- 1985: René Adler, deutscher Fußballspieler
- 1985: Thilini Jayasinghe, sri-lankische Badmintonspielerin
- 1985: Harri Olli, finnischer Skispringer
- 1986: Marija Wassiljewna Abakumowa, russische Speerwerferin
- 1987: Cafercan Aksu, türkischer Fußballspieler
- 1987: Thierry Audel, französischer Fußballspieler
- 1987: Kelly Kelly, US-amerikanische Wrestlerin, Tänzerin und Model
- 1988: Darwin Atapuma, kolumbianischer Straßenradrennfahrer
- 1988: Daniel Caligiuri, deutsch-italienischer Fußballspieler
- 1988: Sebastian Langkamp, deutscher Fußballspieler
- 1988: Casey Reibelt, australische Fußballschiedsrichterin
- 1988: Skrillex, US-amerikanischer Sänger, DJ und Musikproduzent

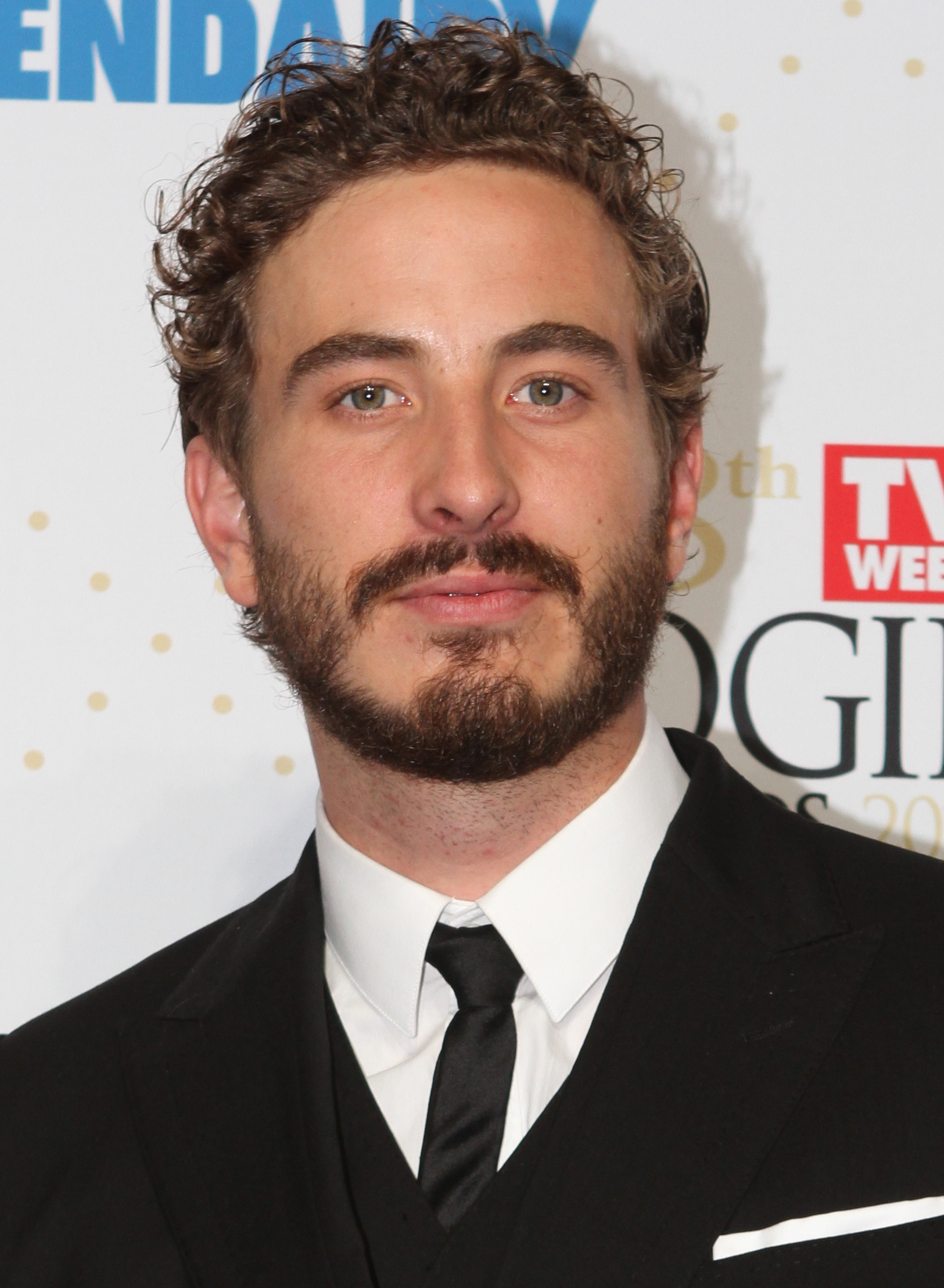
Ryan Corr (* 1989)

- 1989: Ryan Corr, australischer Schauspieler
- 1990: Lucry, deutsch-kubanischer Musiker
- 1990: Florian Schmidt-Sommerfeld, deutscher Sportkommentator
- 1990: Miroslav Štěpánek, tschechischer Fußballspieler
- 1991: Isabelle Linden, deutsche Fußballspielerin
- 1991: Mitch Garver, US-amerikanischer Baseballspieler
- 1992: Murat Adigüzel, deutsch-türkischer Fußballspieler
- 1992: Joshua King, norwegischer Fußballspieler
- 1992: Joël Veltman, niederländischer Fußballspieler
- 1992: Max von der Groeben, deutscher Schauspieler und Synchronsprecher
- 1994: Disarstar, deutscher Rapper
- 1994: Eric Dier, englischer Fußballspieler
- 1994: Ryo Song-hui, nordkoreanische Eishockeyspielerin
- 1995: Sinan Bytyqi, österreichisch-kosovarischer Fußballspieler
- 1996: Romano Fenati, italienischer Motorradrennfahrer
- 1996: Huang Kaixiang, chinesischer Badmintonspieler
- 1996: Katharina Truppe, österreichische Skirennläuferin
- 1998: Niklas Dorsch, deutscher Fußballspieler
- 1999: Kelvin Arase, österreichischer Fußballspieler
- 1999: Samuel Kolega, kroatischer Skirennläufer

### 21. Jahrhundert
- 2002: Emily Kusche, deutsche Schauspielerin
- 2004: Grace VanderWaal, US-amerikanische Sängerin und Songschreiberin
- 2006: Max Moerstedt, deutscher Fußballspieler

## Gestorben

### Vor dem 16. Jahrhundert
- 0069: Galba, römischer Kaiser
- 0069: Lucius Calpurnius Piso Frugi Licinianus, römischer Thronfolger
- 0069: Titus Vinius, römischer Politiker
- 0536: Ankan, Tennō von Japan
- 0764: Ceolwulf, König von Northumbria
- 0936: Rudolf von Burgund, Herzog von Burgund und König des Westfrankenreichs
- 0980: Berthold von Schweinfurt, Markgraf in Franken
- 1065: Herrand, Bischof von Straßburg
- 1151: Elias II., Graf von Maine
- 1152: Friedrich I., Erzbischof von Magdeburg
- 1200: Ulrich von Veringen, Abt im Kloster St. Gallen
- 1208: Pierre de Castelnau, Zisterzienser und päpstlicher Legat
- 1242: Albert IV., Graf von Bogen und Windberg; Vogt von Oberaltaich und Windberg
- 1249: Archambault IX., Herr von Bourbon
- 1249: Ludwig, Graf von Ravensberg
- 1277: Konrad II. von Sternberg, Erzbischof von Magdeburg
- 1471: Antonio Beccadelli, italienischer Humanist
- 1475: Gendün Drub, erster Dalai Lama
- 1477: Adriana von Nassau-Dillenburg, Gräfin von Hanau-Münzenberg
- 1483: Antonio Federighi, italienischer Architekt und Bildhauer

### 16. bis 18. Jahrhundert
- 1545: Elisabeth von Holstein-Schaumburg, Äbtissin im Stift Nottuln
- 1550: Philipp Schenk zu Schweinsberg, Fürstabt von Fulda
- 1560: Franz Burchart, deutscher Gelehrter und Politiker
- 1565: Andreas von Alvensleben, deutscher Adeliger
- 1568: Miklós Oláh, ungarischer Erzbischof, Schriftsteller, Politiker und Theologe

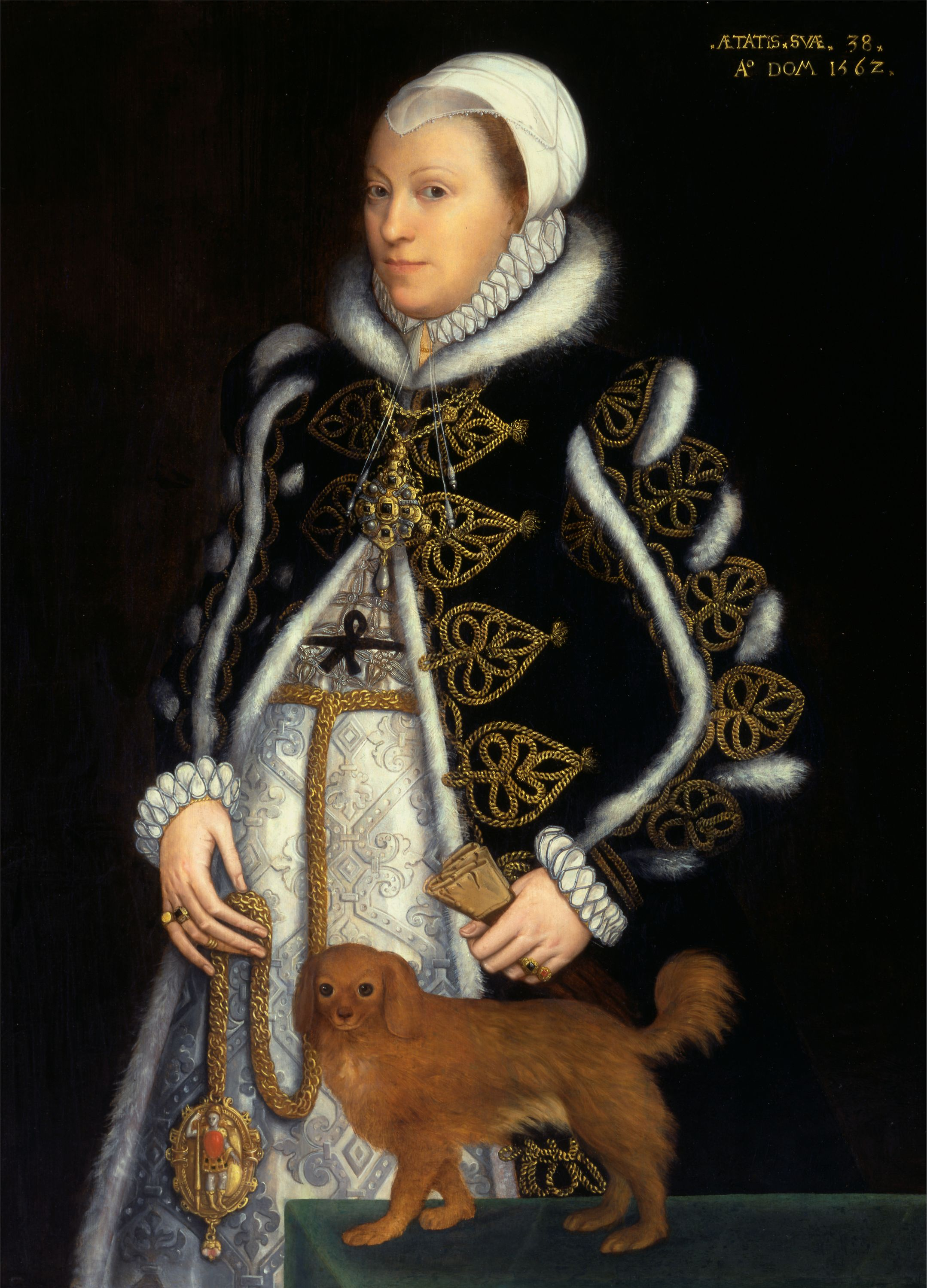
Catherine Carey († 1569)

- 1569: Catherine Carey, englische Adelige
- 1583: Matthias Stoius, deutscher Mathematiker und Mediziner
- 1584: Märta Eriksdotter Leijonhufvud, schwedische Adelige und Gutsherrin
- 1597: Juan de Herrera, spanischer Architekt und Naturwissenschaftler
- 1616: Simeon Bekbulatowitsch, Khan von Kasimow und Großfürst von Russland
- 1616: Orazio Borgianni, italienischer Maler
- 1623: Leonhardus Lessius, jesuitischer Moraltheologe
- 1623: Paolo Sarpi, italienischer Ordensmann und Historiker
- 1633: Polykarp Leyser II., deutscher lutherischer Theologe
- 1659: Georg von Frantzke, deutscher Jurist und Hofbeamter
- 1659: Juliane von Hessen-Darmstadt, Gräfin und Regentin von Ostfriesland
- 1676: Alessandro Spinola, Doge der Republik Genua
- 1684: Caspar Netscher, niederländischer Genre- und Porträtmaler
- 1736: Friedrich Roth-Scholtz, deutscher Buchhändler, Herausgeber und Bibliograph alchemistischer Literatur und Verleger
- 1738: Anna Maria Benz, württembergische Kunstmalerin
- 1741: Ramon Despuig, Großmeister des Malteserordens
- 1741: Johann Friedrich Macrander, deutscher Orgelbauer
- 1742: Diana Beauclerk, Duchess of St Albans, Oberhofmeisterin und enge Vertraute von Caroline von Brandenburg-Ansbach, Princess of Wales und Königin von Großbritannien und Irland sowie Kurfürstin von Hannover
- 1744: Charles-Hubert Gervais, französischer Kapellmeister und Komponist
- 1760: Michael Engler der Jüngere, deutscher Orgelbauer
- 1762: Pjotr Iwanowitsch Schuwalow, russischer Staatsmann und Militär
- 1764: Johann Friedrich Ermel, sächsischer Hofarzt
- 1775: Giovanni Battista Sammartini, italienischer Komponist
- 1781: Tomás Katari, Führer eines antispanischen Aufstandes der indigenen Bevölkerung in Oberperu
- 1781: Maria Anna Viktoria von Spanien, Prinzessin von Spanien und Königin von Portugal
- 1784: Jobst Anton von Hinüber, deutscher Jurist, Postmeister und Klosteramtspächter
- 1788: Gaetano Latilla, italienischer Komponist
- 1789: Johann Baptist Wenzel Bergl, tschechisch-österreichischer Maler
- 1791: Wilhelm II. Roßhirt, Abt des Zisterzienserklosters in Ebrach
- 1793: Johann Matthias Menninger, österreichischer Schauspieler
- 1797: Johan Magnus Lannerstjerna, schwedischer Schriftsteller und Librettist
- 1799: Johann Heinrich Silbermann, elsässischer Instrumentenbauer, Organist und Komponist

### 19. Jahrhundert
- 1802: Ernst Wilhelm Benjamin von Korckwitz, preußischer Beamter
- 1803: Kirill Rasumowski, russischer Graf und Hetman der Saporoger Kosaken
- 1814: Georg Ludwig Collins, deutscher evangelischer Geistlicher

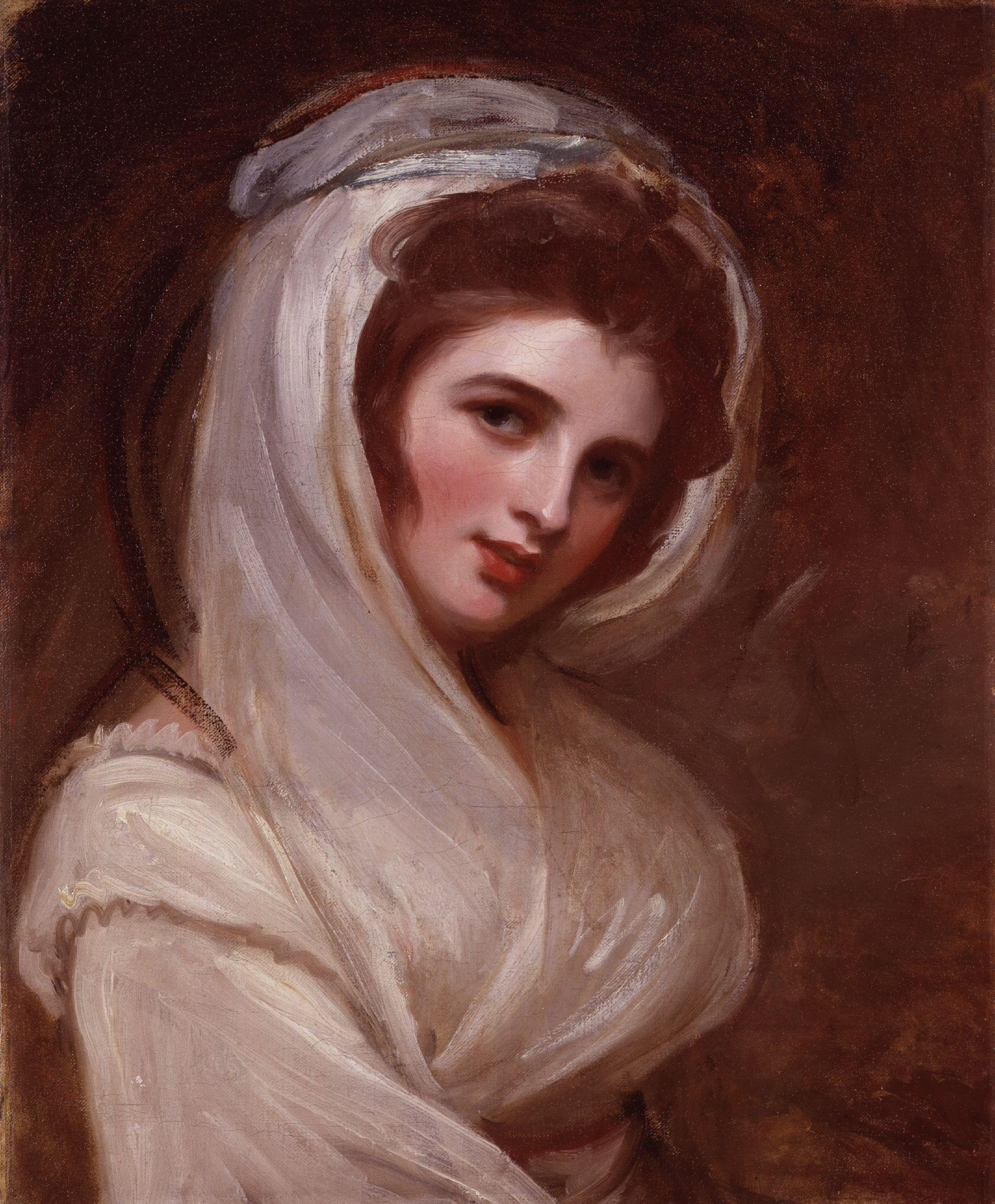
Emma Hamilton († 1815)

- 1815: Emma Hamilton, britische Mätresse des Admirals Horatio Nelson
- 1818: Matwei Iwanowitsch Platow, russischer General
- 1821: Cornelis Willem de Rhoer, niederländischer Historiker, Rhetoriker, Philologe und Rechtswissenschaftler
- 1822: Christian Gottlieb Bergmann, deutscher Jurist und Kommunalpolitiker, Bürgermeister von Zittau
- 1825: Peter Carl Wilhelm von Hohenthal, deutscher Jurist und sächsischer Minister
- 1826: Nikolai Petrowitsch Rumjanzew, russischer Gelehrter und Staatsmann
- 1829: Heinrich Julius Friedrich von Schrader, deutscher Jurist
- 1831: Franciscus-Antonius de Méan, letzter Fürstbischof von Lüttich
- 1835: Thérésia Cabarrus, französische Kurtisane, bekannt als Madame Tallien
- 1844: Vinzenz Rüttimann, Schweizer Politiker
- 1847: Johann Baptist Jehle, Schweizer Jurist und Politiker
- 1850: James M. Broom, US-amerikanischer Politiker
- 1854: Edouard Boilly, französischer Komponist
- 1860: Ludwig Benjamin Henz, deutscher Eisenbahningenieur
- 1865: Edward Everett, US-amerikanischer Außenminister
- 1866: Massimo d’Azeglio, italienischer Schriftsteller, Maler und Politiker
- 1866: Rudolf von Auerswald, preußischer Beamter, Minister und Ministerpräsident
- 1867: Adolf Lohse, preußischer Baumeister und Schüler von Karl Friedrich Schinkel

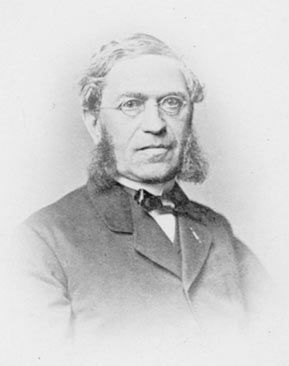
Bernhard Hirschel († 1874)

- 1874: Bernhard Hirschel, deutsch-jüdischer Politiker und Mediziner
- 1883: Karl Reimer, deutscher Chemiker und Industrieller
- 1885: Antoni Edward Odyniec, polnischer Lyriker, Dramatiker und Übersetzer
- 1889: Josef Martin Knüsel, Schweizer Bundesrat
- 1893: Fanny Kemble, englische Schauspielerin und Schriftstellerin
- 1895: Taruhito Arisugawa, japanischer Prinz
- 1895: Charlotte Guest, britische Übersetzerin und Geschäftsfrau
- 1896: Mathew B. Brady, US-amerikanischer Fotograf und Kriegsberichtserstatter
- 1896: Andreas Oppermann, deutscher Jurist sowie Reise- und Kunstschriftsteller
- 1897: Auguste Löber, deutsche Stifterin
- 1898: Ludwig von Hagn, deutscher Maler
- 1898: Antoine François Marmontel, französischer Komponist
- 1899: Serafino Dubois, italienischer Schachmeister
- 1900: Hermann Eschke, deutscher Maler
- 1900: Heinrich von Rustige, deutscher Maler

### 20. Jahrhundert

#### 1901–1950
- 1901: Wilhelmine Canz, Gründerin des Mutterhauses Großheppach
- 1901: Gertrud Schwend-Uexküll, Gründerin des Mädchengymnasiums in Stuttgart
- 1901: Gottlieb Viehe, deutscher evangelischer Missionar
- 1904: Karl Eduard Ferdinand Ascherson, deutscher Klassischer Philologe und Bibliothekar
- 1904: Asa S. Bushnell, US-amerikanischer Politiker
- 1904: Eduard Lassen, dänisch-belgischer Komponist, Pianist und Dirigent
- 1905: James Mason, irisch-US-amerikanischer Schachspieler
- 1909: Arnold Janssen, deutscher Missionar und der Gründer der Steyler Missionare
- 1909: Ernest Reyer, französischer Komponist und Musikkritiker

Ernst von Wildenbruch († 1909)

- 1909: Ernst von Wildenbruch, deutscher Schriftsteller und Diplomat
- 1909: Robert Zünd, Schweizer Maler
- 1912: Henry du Pré Labouchère, britischer Politiker
- 1913: François Auguste Logerot, französischer Militär und Politiker
- 1914: Friedrich Leo, deutscher Altphilologe
- 1914: Hermann von Soden, evangelisch-lutherischer Theologe
- 1915: Guillaume Couture, kanadischer Musikpädagoge, Musikkritiker, Dirigent, Chorleiter, Komponist, Organist und Sänger
- 1915: George Nares, britischer Admiral und Polarforscher
- 1917: Alfredo Lobos, chilenischer Maler
- 1918: Georg Bötticher, deutscher Grafiker und Schriftsteller
- 1918: Wojciech Kętrzyński, polnischer Historiker
- 1919: Jérôme-Eugène Coggia, französischer Astronom
- 1919: Karl Liebknecht, deutscher Rechtsanwalt und Politiker, MdR, internationalistischer Sozialist und Antimilitarist
- 1919: Rosa Luxemburg, polnisch-deutsche Politikerin, Revolutionärin, Theoretikerin des Marxismus, Vertreterin der internationalen Arbeiterbewegung

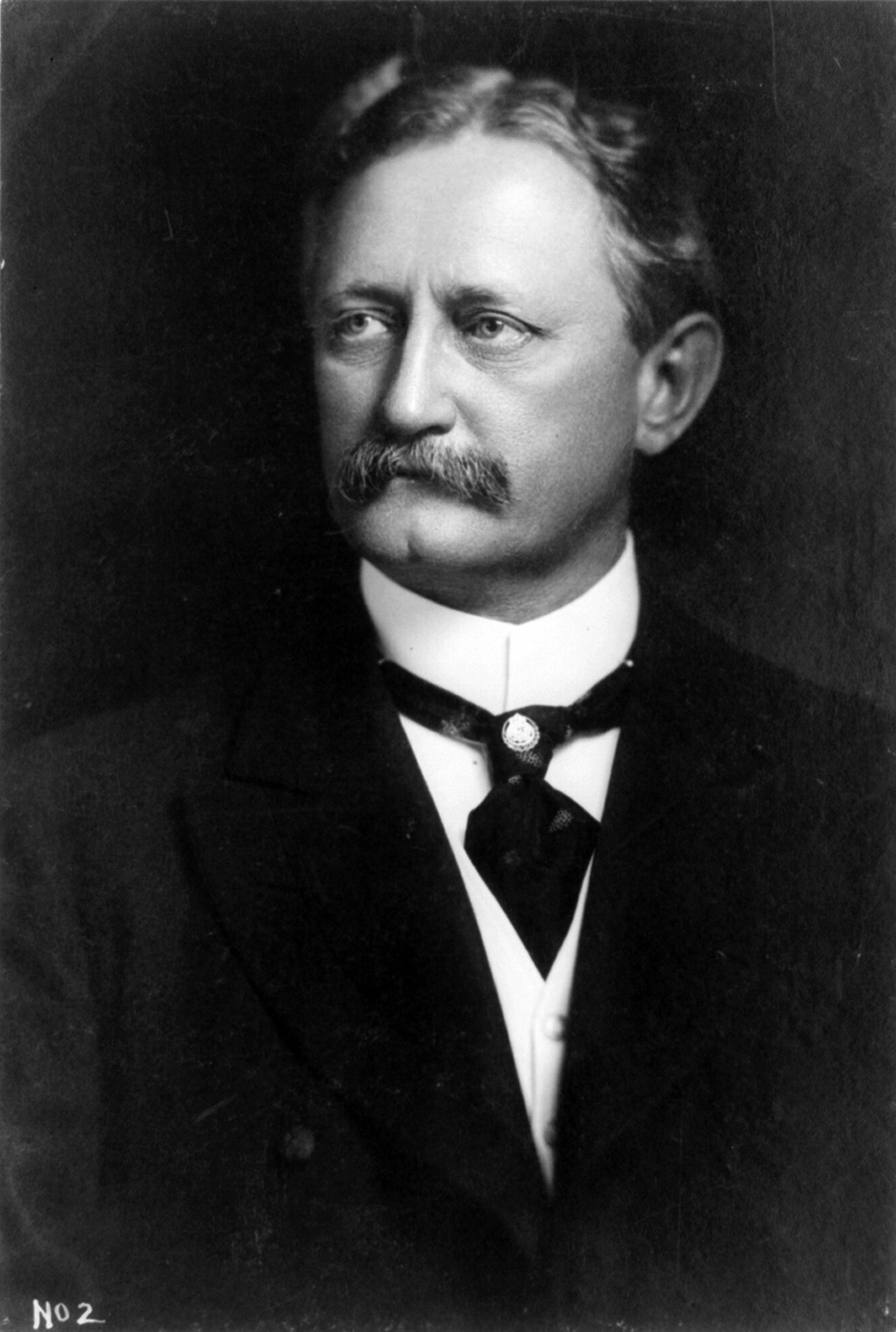
David Rowland Francis († 1927)

- 1927: David Rowland Francis, US-amerikanischer Politiker, Gouverneur von Missouri, Innenminister der USA und Botschafter in Russland
- 1927: Dawid Janowski, polnischer Schachspieler
- 1928: Ferdinand Mülhens, deutscher Gutsbesitzer und Unternehmer
- 1930: Theodor von Heigelin, deutscher Kolonialoffizier
- 1931: Leonhard Schrickel, deutscher Schriftsteller von historischen Romanen und Heimatforscher
- 1932: Georg Kerschensteiner, deutscher Pädagoge, MdR
- 1933: Otto Meyer-Amden, Schweizer Maler und Grafiker
- 1934: Hermann Bahr, deutscher Schriftsteller, Dramatiker und Kritiker
- 1935: Ludwig von Windheim, deutscher Verwaltungsjurist, Oberpräsident der Provinzen Hessen-Nassau, Ostpreußen und Hannover sowie Polizeipräsident
- 1936: Henry William Forster, 1. Baron Forster, britischer Politiker und siebter Generalgouverneur Australiens
- 1937: Josef Steinbach, österreichischer Gewichtheber
- 1939: Edmund König, deutscher Pädagoge, Kommunalpolitiker und Philosoph
- 1940: Julius Bergmann, deutscher Maler
- 1941: Hugo Botstiber, österreichischer Musikwissenschaftler
- 1943: Friedrich Seetzen, Konsistorialpräsident der evangelisch-lutherischen Landeskirche Sachsens
- 1944: Giuseppe Loretz, italienischer Radrennfahrer
- 1947: Georg Carl Amdrup, dänischer Marineoffizier und Polarforscher
- 1947: Elizabeth Short, US-amerikanisches Mordopfer Black Dahlia
- 1948: Henri-Alexandre Deslandres, französischer Astronom
- 1948: Else Lüders, deutsche Politikerin und Frauenrechtlerin
- 1949: Engelbert-Maria, Herzog von Arenberg
- 1950: Henry H. Arnold, US-amerikanischer General

#### 1951–2000
- 1951: Erwin Voellmy, Schweizer Schachmeister und Mathematiker
- 1953: Ambrose Carmichael, australischer Politiker

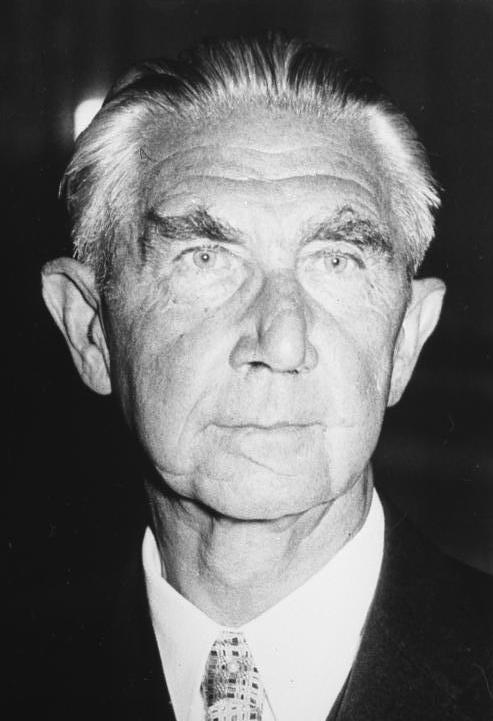
Hermann Höpker-Aschoff († 1954)

- 1954: Hermann Höpker-Aschoff, deutscher Politiker, MdB und Verfassungsgerichtspräsident
- 1954: Erich Stahl, deutscher General
- 1955: Johannes Baader, deutscher Architekt, Schriftsteller, Dadaist und Aktionskünstler
- 1955: Yves Tanguy, französischer Maler des Surrealismus
- 1956: Bartolomé Pérez Casas, spanischer Komponist, Dirigent und Musikpädagoge
- 1957: Red Dunn, US-amerikanischer American-Football-Spieler
- 1958: Jewgeni Lwowitsch Schwarz, russischer Schriftsteller und Dramatiker
- 1960: Friedrich Leibbrandt, deutscher Chemiker
- 1963: Léon Derny, französischer Automobilrennfahrer
- 1964: Jack Teagarden, US-amerikanischer Jazzmusiker
- 1965: Paulina Olga Guszalewicz, deutsche Pressezeichnerin
- 1966: Samuel Ladoke Akintola, nigerianischer Politiker
- 1966: Abubakar Tafawa Balewa, Ministerpräsident von Nigeria
- 1966: Heinz Battke, deutscher Maler
- 1966: Heinrich Keimig, deutscher Handballspieler
- 1967: Josef Brunner, österreichischer Generalmajor
- 1967: Stephanie Hüllenhagen, deutsche Näherin und Gerechte unter den Völkern
- 1967: Albert Szirmai, ungarischer Operettenkomponist und Dirigent
- 1968: Louis Lefèvre OFM, französischer Ordensgeistlicher und römisch-katholischer Erzbischof von Rabat
- 1969: Theodor Werner, deutscher Maler

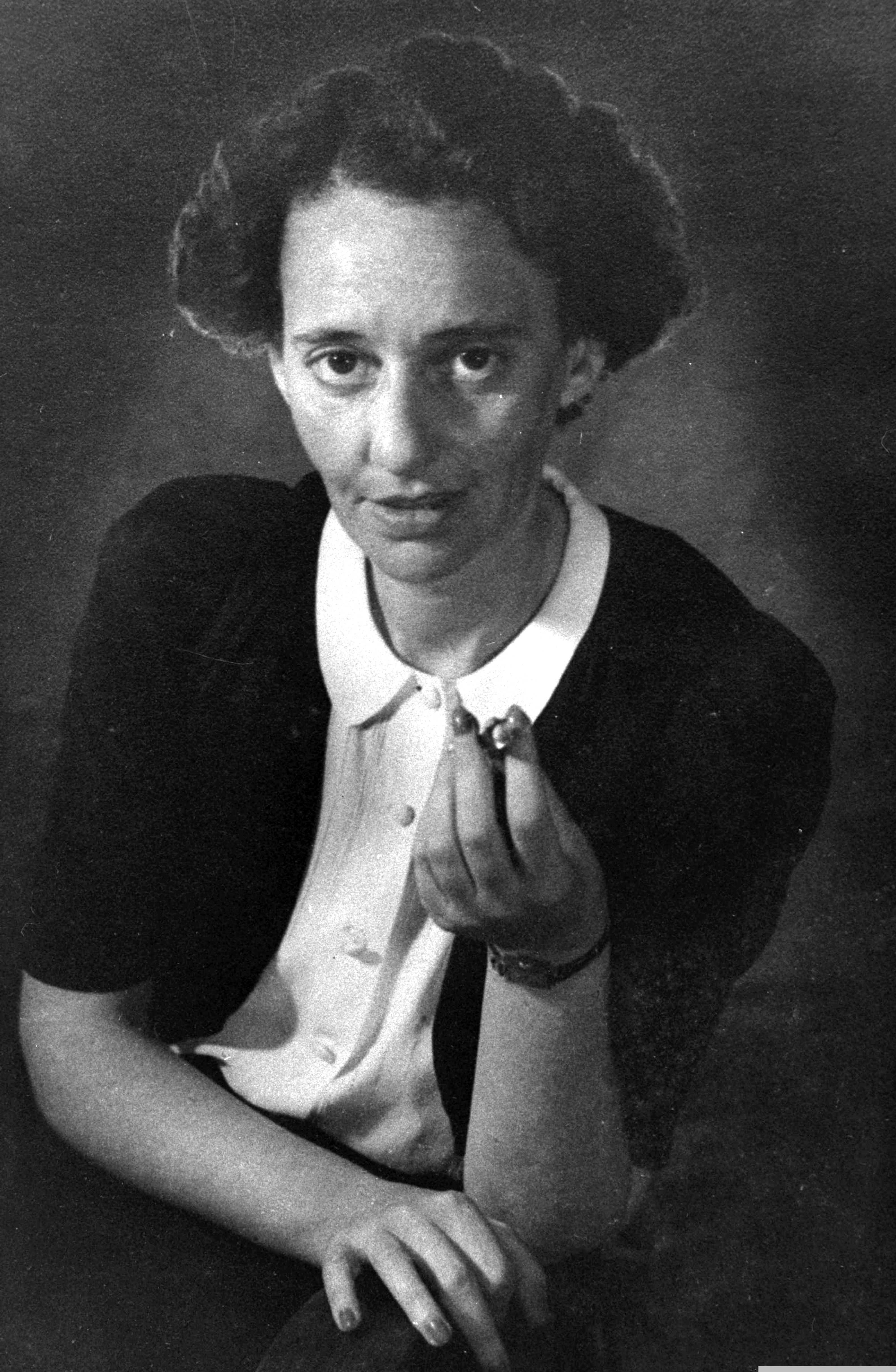
Leah Goldberg († 1970)

- 1970: Leah Goldberg, israelische Schriftstellerin, Übersetzerin und Sprachwissenschaftlerin
- 1971: John Dall, US-amerikanischer Schauspieler
- 1973: Gottlob Wieser, Schweizer evangelischer Geistlicher
- 1975: Friedrich Oertel, deutscher Althistoriker
- 1976: Nina Wladimirowna Makarowa, russische Komponistin
- 1976: Bohumil Soudský, tschechoslowakischer Prähistoriker
- 1977: Hans Alsér, schwedischer Tischtennisspieler
- 1977: Robert Fuchs, deutscher Generalmajor
- 1977: Herbert Ihering, deutscher Dramaturg, Regisseur, Journalist und Theaterkritiker
- 1977: Riho Päts, estnischer Komponist, Chorleiter und Musikpädagoge
- 1977: Hermann Schwann, deutscher Politiker und MdB
- 1979: Charles W. Morris, US-amerikanischer Semiotiker und Linguist
- 1981: Graham Whitehead, britischer Automobilrennfahrer
- 1982: Rudolf Thaut, deutscher Baptistenpastor, Präsident der Europäisch-Baptistischen Föderation
- 1983: Meyer Lansky, US-amerikanischer Mafiosi
- 1983: Ernst Erich Noth, US-amerikanischer Literaturwissenschaftler und Schriftsteller
- 1984: Kurt Mansfeld, deutscher Motorradrennfahrer
- 1985: Frederick Charles Schreiber (auch Fritz Schreiber), US-amerikanischer Komponist, Organist und Chorleiter österreichischer Herkunft
- 1986: Jim Crowley, US-amerikanischer American-Football-Spieler, -Trainer und -Funktionär
- 1986: Bruno Liebrucks, deutscher Philosoph
- 1987: Rudolf Carl, österreichischer Schauspieler

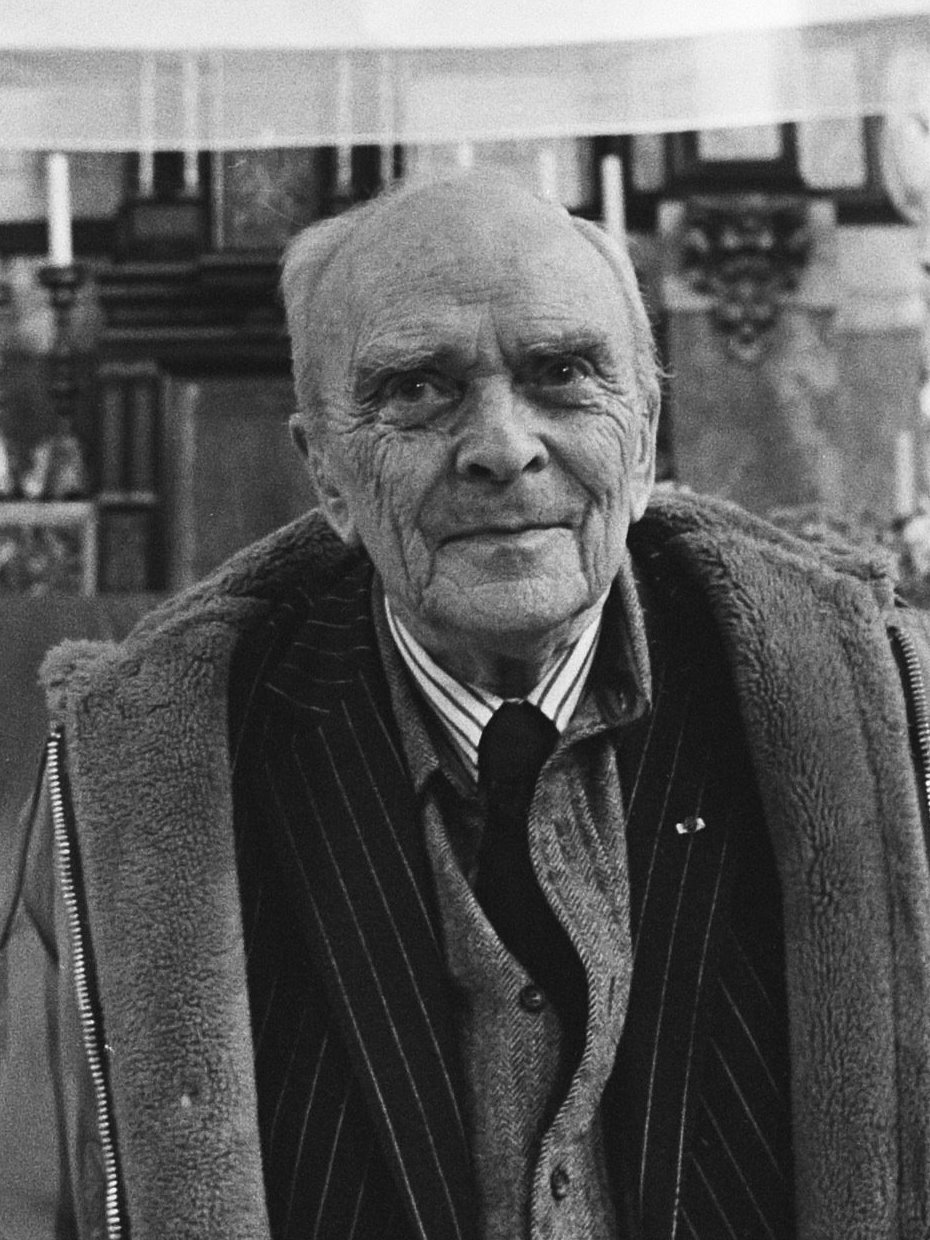
Seán MacBride († 1988)

- 1988: Seán MacBride, irischer Politiker und Friedensnobelpreisträger
- 1989ː Wendy Foster, britische Architektin
- 1989: Ernst Neger, deutscher Dachdecker und Fastnachtssänger
- 1990: Gordon Jackson, britischer Schauspieler
- 1990: Zeno Vancea, rumänischer Komponist und Musikwissenschaftler
- 1991: Angel D’Agostino, argentinischer Tangomusiker
- 1992: Hari Rhodes, US-amerikanischer Schauspieler und Autor
- 1993: Sammy Cahn, US-amerikanischer Liedtexter
- 1993: Henry Iba, US-amerikanischer Basketballtrainer
- 1993: Annemarie von Gabain, deutsche Turkologin und Sinologin
- 1994: György Cziffra, ungarischer Pianist
- 1994: Gabriel-Marie Garrone, französischer Geistlicher, Erzbischof von Toulouse, Kurienkardinal
- 1994: Herbert Lucy, deutscher Gewerkschafter
- 1994: Harry Nilsson, US-amerikanischer Sänger
- 1996: Jack Barkin, kanadischer Sänger
- 1996: Les Baxter, US-amerikanischer Orchesterleiter und Arrangeur
- 1996: Moshoeshoe II., ehemaliger König von Lesotho
- 1997: Elisabeth Adler, deutsche Direktorin einer Evangelischen Akademie
- 1998: Gulzarilal Nanda, indischer Politiker
- 1998: Ahmed Oudjani, algerisch-französischer Fußballspieler
- 1998: Junior Wells, US-amerikanischer Blues-Musiker (Mundharmonika)
- 2000: Tadeusz Wroński, polnischer Geiger und Musikpädagoge

### 21. Jahrhundert
- 2001ː Kaija Sirén, finnische Architektin
- 2003: Milan Machovec, tschechischer Philosoph und Dissident
- 2004: Olivia Goldsmith, US-amerikanische Schriftstellerin

Victoria de los Ángeles († 2005)

- 2005: Victoria de los Ángeles, spanische Sopranistin
- 2005: Felix Aprahamian, Musikkritiker und Autor
- 2005: Walter Ernsting, deutscher Science-Fiction-Schriftsteller
- 2005: Fred Julsing, niederländischer Cartoonzeichner
- 2005: Dan Lee, kanadischer Trickfilmzeichner
- 2005: Werner Lesser, deutscher Skispringer
- 2005: Henk Molleman, niederländischer Politiker
- 2005: Ruth Warrick, US-amerikanische Schauspielerin
- 2006: Dschabir al-Ahmad al-Dschabir as-Sabah, kuwaitischer Scheich und Staatschef
- 2006: Inge Merkel, österreichische Schriftstellerin
- 2007: André Ramseyer, Schweizer Bildhauer
- 2008: Brad Renfro, US-amerikanischer Schauspieler
- 2009: Harri Asi, estnischer Schriftsteller und Lyriker
- 2009: Maurice Chappaz, Schweizer Schriftsteller
- 2009: Weronika Borissowna Dudarowa, russische Dirigentin
- 2011: Patrick Leclercq, deutscher Journalist
- 2011: Pierre Louis-Dreyfus, französischer Bankier, Widerstandskämpfer und Automobilrennfahrer
- 2011: Hilde Zach, österreichische Politikerin
- 2012: Mika Ahola, finnischer Endurosportler
- 2012: Carlo Fruttero, italienischer Schriftsteller
- 2013: Nagisa Ōshima, japanischer Filmregisseur
- 2013: Michel Pollien, französischer Bischof

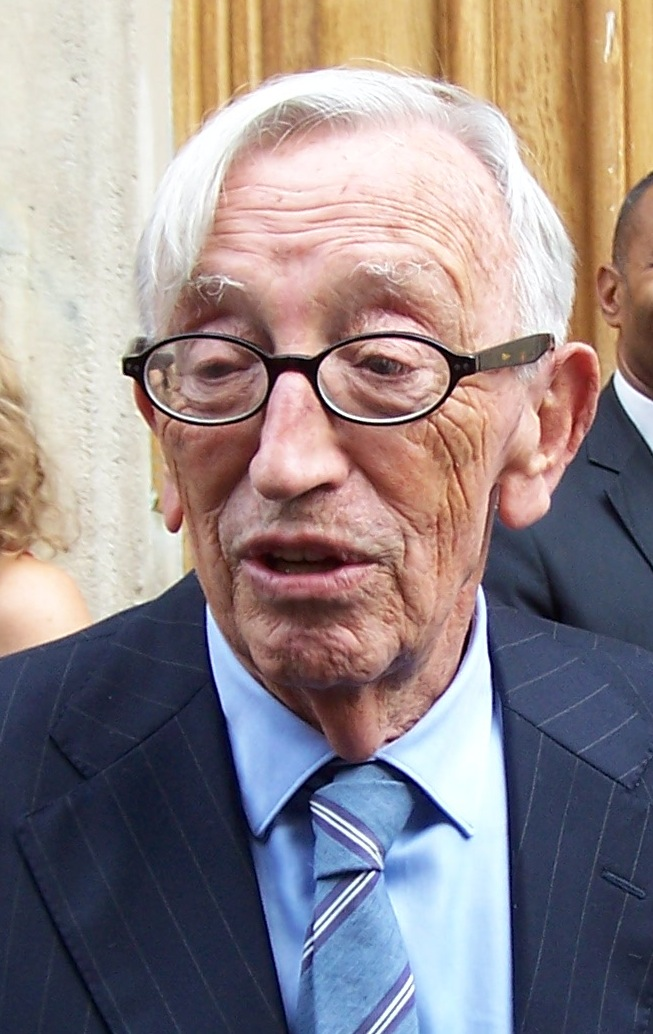
Jean-Bertrand Pontalis († 2013)

- 2013: Jean-Bertrand Pontalis, französischer Philosoph und Psychoanalytiker
- 2014: John Dobson, US-amerikanischer Astronom
- 2014: Yoshino Hiroshi, japanischer Lyriker
- 2014: Roger Lloyd-Pack, englischer Schauspieler
- 2016: Peter Max Atteslander, Schweizer Soziologe
- 2016: Dan Haggerty, US-amerikanischer Schauspieler
- 2018: Edwin Hawkins, US-amerikanischer Gospelsänger
- 2018ː Erika Krenn, österreichische Politikerin (SPÖ), Abgeordnete zum Nationalrat
- 2018: Dolores O’Riordan, irische Sängerin (The Cranberries)
- 2019: Carol Channing, US-amerikanische Schauspielerin
- 2019: Gerd Peter Werner, deutscher Politiker und Heilpraktiker
- 2020: Ferdinand Schmidt-Modrow, deutscher Schauspieler
- 2022: Rink Babka, US-amerikanischer Diskuswerfer
- 2022: Nino Cerruti, italienischer Modeschöpfer und Gründer des Modeunternehmens Cerruti
- 2022: Quarto Pianesi, italienischer Hockeyspieler
- 2022: David Schumacher, australischer Ringer
- 2023: Leonid Barbijer, sowjetischer Schwimmer
- 2023: Jane Cederqvist, schwedische Schwimmerin
- 2023: Shaye Al-Nafisah, saudi-arabischer Fußballspieler
- 2025: Melba Montgomery, US-amerikanische Country-Musikerin
- 2025: János Szabó, ungarischer Motorradrennfahrer

## Feier- und Gedenktage
- Kirchliche Gedenktage
  - Traugott Hahn, deutsch-baltischer Pfarrer und Märtyrer (evangelisch)
  - Hl. Paulus von Theben, ägyptischer Einsiedler, Wüstenvater und Schutzheiliger (orthodox)
- Namenstage
  - Arnold, Gabriel

Weitere Einträge enthält die Liste von Gedenk- und Aktionstagen.